# Lijst van uitgaveplaatsen van verzetsbladen tijdens de Tweede Wereldoorlog
Een overzicht van uitgaveplaatsen van verzetsbladen tijdens de Tweede Wereldoorlog.
- Deze lijst is gebaseerd op de artikelen in De Winkel (full-text op Commons, PDF). Zie in het bijzonder het plaatsnamenregister op blz. 363 t/m 366.
- Met de zwarte pijltjes in de header van kolom 2 kan de lijst oplopend of aflopend gesorteerd worden op plaats(en) van uitgave

| Titel | Plaats(en) van uitgave                          | Nr in De Winkel (full-text) | Opmerkingen                              |
| --- | ----------------------------------------------- | --------------------------- | ---------------------------------------- |
| De baanbreker | Rotterdam                                       | 30                          |                                          |
| De baanbreker: sociaal-democratisch orgaan; Gooise editie |                                                 | 32A                         |                                          |
| Antenna |                                                 | 22A                         |                                          |
| Appèl!; ik sla de trom en dreun de droomers wakker (J. Greshoff) |                                                 | 24A                         |                                          |
| B.B.C. Bulletin |                                                 | 40                          |                                          |
| Berichtendienst B.B.C. |                                                 | 59                          |                                          |
| Bliksemflits |                                                 | 73                          |                                          |
| De baanbreker: sociaal-democratische uitgave |                                                 | 33A                         |                                          |
| De politiek-militaire toestand |                                                 | 682                         |                                          |
| De bierkaai: Fides et Amicitia |                                                 | 71                          |                                          |
| Brieven van strijd |                                                 | 87                          |                                          |
| Christofoor: voor God en vaderland |                                                 | 110                         |                                          |
| Dagelijks nieuwsbulletin de Notedop |                                                 | 128                         |                                          |
| Dispereert-niet! |                                                 | 138                         |                                          |
| Eendracht maakt macht |                                                 | 155                         |                                          |
| d'Egel |                                                 | 159                         |                                          |
| Ende desespereert niet |                                                 | 165                         |                                          |
| Flitspuitje |                                                 | 177                         |                                          |
| Glueck auf!; orgaan voor vrijheidsstrijders in Zuid-Limburg |                                                 | 208                         |                                          |
| Het gaat goed, landgenooten; alles sal reg kom! |                                                 | 228                         |                                          |
| I.B.; 'dispereert niet' |                                                 | 243                         |                                          |
| Invasie-nieuws |                                                 | 254                         |                                          |
| Jong Nederland |                                                 | 277                         |                                          |
| De kern; voor de Nederlandse jeugd |                                                 | 289                         |                                          |
| Het laatste loodje |                                                 | 336                         |                                          |
| Libertas |                                                 | 366                         |                                          |
| The London news | Zuid-Limburg                                    | 378                         |                                          |
| The London world news |                                                 | 379                         |                                          |
| Losse opmerkingen van een vrije Nederlander |                                                 | 380                         |                                          |
| Luctor ut emergam |                                                 | 381                         |                                          |
| De luisterpost; alle publicatie en andere rechten vrij |                                                 | 389                         |                                          |
| De luisterpost; ergens in Nederland |                                                 | 390                         |                                          |
| Middageditie |                                                 | 422                         |                                          |
| 'Morgen gaat het beter' |                                                 | 432                         |                                          |
| Nederland zal herrijzen |                                                 | 455                         |                                          |
| Nederland zal herrijzen |                                                 | 456                         |                                          |
| Nederlanders |                                                 | 458                         |                                          |
| De Nederlandse patriot; strijdblad voor koningin en vaderland! |                                                 | 462                         |                                          |
| Nieuwe geluiden; orgaan voor overheidspersoneel |                                                 | 470                         |                                          |
| De nieuwe gids | Amsterdam                                       | 471                         | Titel ontbreekt in database              |
| De 'nieuwe orde' |                                                 | 475                         |                                          |
| Nieuws in een notedop |                                                 | 489                         |                                          |
| Nieuws van den dag |                                                 | 496                         |                                          |
| Nieuws van alle fronten |                                                 | 498                         |                                          |
| Nieuws van de fronten | Berkel en Rodenrijs                             | 500                         |                                          |
| Nieuws van de fronten |                                                 | 501                         |                                          |
| Nieuwsberichten | Midden-Noord-Holland                            | 508                         |                                          |
| Nieuwsbulletin |                                                 | 538                         |                                          |
| Nieuwsbulletin van herrijzend Nederland |                                                 | 541                         |                                          |
| Nieuwstijding |                                                 | 547                         |                                          |
| Onder ons |                                                 | 560                         |                                          |
| 'De ondergrondse' |                                                 | 565                         |                                          |
| Overdenkingen van een woestijnbewoner |                                                 | 629                         |                                          |
| Ozo-mededeelingen |                                                 | 636                         |                                          |
| Poldorpse post |                                                 | 680                         |                                          |
| Quo usque tandem; vrij blad tot weerlegging van de leugen |                                                 | 693                         |                                          |
| Radio-courant |                                                 | 694                         |                                          |
| Radio Oranje |                                                 | 702                         |                                          |
| Revolutionaire volks liga |                                                 | 714                         |                                          |
| De laatste loodjes; uitgave van Je Maintiendrai |                                                 | 336A                        |                                          |
| Rondschrijven |                                                 | 720                         |                                          |
| Het signaal / orgaan voor personeel in overheidsdienst |                                                 | 736                         |                                          |
| Signalen der vrijheid |                                                 | 738                         |                                          |
| Sociaal-democratische uitgave |                                                 | 746                         |                                          |
| Solidariteit!; uitgave samenwerkende vrije ondergrondse groepen en hulporganisatie "De Vonk" |                                                 | 750                         |                                          |
| De spotvogel |                                                 | 758                         |                                          |
| The stars and stripes |                                                 | 760                         |                                          |
| De stem van strijdend Nederland spreekt door ... |                                                 | 772                         |                                          |
| Stormklok |                                                 | 779                         |                                          |
| De stormwind |                                                 | 781                         |                                          |
| Strijdend Nederland; "er is maar één nieuwe orde, de orde van het verzet" |                                                 | 792                         |                                          |
| Those who fight for world's freedom |                                                 | 807                         |                                          |
| De typhoon |                                                 | 888                         |                                          |
| De vonk; 'uit de vonk zal de vlam oplaaien' (Poesjkin); nieuwsbulletin |                                                 | 943                         |                                          |
| Voor vrijheid, waarheid en recht |                                                 | 955                         |                                          |
| Vrijheid |                                                 | 1058                        |                                          |
| Vrijheid |                                                 | 1059                        |                                          |
| De vrijheid; voor humaniteit en waarheid |                                                 | 1060                        |                                          |
| Vrijheid en recht |                                                 | 1063                        |                                          |
| Were di |                                                 | 1105                        |                                          |
| Wereldnieuws uit geallieerde bron; "waarheid" |                                                 | 1108                        |                                          |
| Wist u ... |                                                 | 1114                        |                                          |
| Cocktail |                                                 | 113A                        |                                          |
| Communiqué |                                                 | 115A                        |                                          |
| Herstel; orgaan van het vrije R.K. Werkliedenverbond |                                                 | 227A                        |                                          |
| De wegwijzer; de strijd gaat verder |                                                 | 1101                        |                                          |
| De vrije Scheldestroom |                                                 | 1036A                       |                                          |
| De vrije standaard; onafhankelijke Nederlandsche courant |                                                 | 1037                        |                                          |
| Weest paraat |                                                 | 1097                        |                                          |
| Werkend Nederland; discussie-orgaan voor de Eenheidsvakbeweging |                                                 | 1112                        |                                          |
| De waarheid; orgaan van de Nederlandse vrijheidsstrijders |                                                 | 1085                        |                                          |
| War-Dy |                                                 | 1090                        |                                          |
| Vrijheid |                                                 | 1061                        |                                          |
| De vrijheid daagt |                                                 | 1062                        |                                          |
| Krant voor de vrijheidsstrijders |                                                 | 316                         |                                          |
| Het nieuws van de fronten; uit Engelse koker |                                                 | 502                         |                                          |
| Pijpje drop |                                                 | 692                         |                                          |
| De ratel | Noord-Brabant                                   | 706                         |                                          |
| De rode pimpernel |                                                 | 718                         |                                          |
| Algemene documentatie |                                                 |                             |                                          |
| Anti-sensatie |                                                 |                             |                                          |
| Avondeditie |                                                 |                             |                                          |
| Berichtenblad |                                                 |                             |                                          |
| Berichtenblad "De Laatste Ronde" |                                                 |                             |                                          |
| Beter te voorkomen, dan te genezen |                                                 |                             |                                          |
| De bezem: de waarheid, de leugen | Utrecht                                         |                             |                                          |
| De daverende dingen dezer dagen | Utrecht                                         |                             |                                          |
| Der dumme Hollander |                                                 |                             |                                          |
| Frontzorg |                                                 |                             |                                          |
| Gedachten |                                                 |                             |                                          |
| Een hart onder den riem, overzicht |                                                 |                             |                                          |
| In de Siegfriedlinie |                                                 |                             |                                          |
| Het Mangaannieuws |                                                 |                             |                                          |
| Nederland |                                                 |                             |                                          |
| De Nederlandse leeuw (1940) |                                                 |                             |                                          |
| Nemo's nieuws: laatste berichten |                                                 |                             |                                          |
| New's headlines: nieuws in het kort |                                                 |                             |                                          |
| Nieuwe banen: orgaan voor vakbeweging, onderwĳs en jeugdopvoeding |                                                 |                             |                                          |
| Ochtendeditie |                                                 |                             |                                          |
| Het Oranjeblad |                                                 |                             |                                          |
| Orli |                                                 |                             |                                          |
| Het Richtsnoer voor de bevrĳding |                                                 |                             |                                          |
| t Sal waerachtig wel gaen: nieuwsblad uit de Gelderse vallei |                                                 |                             |                                          |
| De stem van de strijd |                                                 |                             |                                          |
| De Stille |                                                 |                             |                                          |
| Trouw: Overĳssel en Twente: speciale uitgave voor Twente |                                                 |                             |                                          |
| Uit Engeland wordt o.a. gemeld: |                                                 |                             |                                          |
| Vaaleebee |                                                 |                             |                                          |
| Het wekkersein: propagandablad voor de Eenheidsvakbewegingsgedachte onder het spoorwegpersoneel |                                                 |                             |                                          |
| Wien Neerlandsch bloed |                                                 |                             |                                          |
| Wĳ vrouwen / uitgave red. "Wĳ Vrouwen" |                                                 |                             |                                          |
| Wĳ worden wakker! |                                                 |                             |                                          |
| Het Zwarte oor |                                                 |                             |                                          |
| Ongetiteld verzetsblad |                                                 |                             |                                          |
| Ongetiteld verzetsblad |                                                 |                             |                                          |
| Ongetiteld verzetsblad |                                                 |                             |                                          |
| Ongetiteld verzetsblad |                                                 |                             |                                          |
| Ongetiteld verzetsblad |                                                 |                             |                                          |
| Ongetiteld verzetsblad |                                                 |                             |                                          |
| Ongetiteld verzetsblad |                                                 |                             |                                          |
| Ongetiteld verzetsblad |                                                 |                             |                                          |
| Ongetiteld verzetsblad |                                                 |                             |                                          |
| Ongetiteld verzetsblad |                                                 |                             |                                          |
| Ongetiteld verzetsblad |                                                 |                             |                                          |
| O, Zoo |                                                 | 637                         |                                          |
| 'Onze standaard'; Oranje-Trouw |                                                 | 584                         |                                          |
| Onze vrijheid; onafhankelijk vaderlands orgaan |                                                 | 586                         |                                          |
| De schijnwerper |                                                 | 733                         |                                          |
| De domme Hollander |                                                 | 140A                        |                                          |
| Door moedig volharden zullen wij slagen |                                                 | 140B                        |                                          |
| Gesprekken met Nederlanders |                                                 | 197A                        |                                          |
| De grafische arbeider |                                                 | 216A                        |                                          |
| Kristalklanken |                                                 | 317A                        |                                          |
| Berichten uit Denemarken; Aldrig mere Krig | Rijswijk                                        | 53                          |                                          |
| 'Flitsen' | Amsterdam                                       | 175                         |                                          |
| Headlines of the B.B.C. news |                                                 | 223A                        |                                          |
| Informatie-bulletin |                                                 | 251A                        |                                          |
| Korte golf commentaar |                                                 | 314A                        |                                          |
| Het invallertje |                                                 | 252A                        |                                          |
| De koevoet |                                                 | 310A                        |                                          |
| Kwiekerdekwiek |                                                 | 335A                        |                                          |
| De luistervink |                                                 | 396A                        |                                          |
| Het mispunt |                                                 | 425A                        |                                          |
| De nachtwacht |                                                 | 441A                        |                                          |
| Nieuw Nederland |                                                 | 467A                        |                                          |
| Nieuwsberichten van de B.B.C. |                                                 | 509A                        |                                          |
| Observator |                                                 | 554A                        |                                          |
| Het partizaantje |                                                 | 668A                        |                                          |
| Radio Londen meldt |                                                 | 698A                        |                                          |
| Radio-vraagstukken |                                                 | 705A                        |                                          |
| Recht & vrijheid |                                                 | 709A                        |                                          |
| De schuine Piet / Sancho Panza |                                                 | 731A                        |                                          |
| De tondeuse |                                                 | 812A                        |                                          |
| De vrijbuiter |                                                 | 996A                        |                                          |
| De vrijbuiter; uitgave van het G.O.N. |                                                 | 996B                        |                                          |
| Karnemelk |                                                 | 285                         |                                          |
| Yn Nederlânsk forbân for Fryslân |                                                 | 1115                        |                                          |
| Luisterpost Trouw |                                                 | 391                         |                                          |
| Het laatste nieuws |                                                 | 350                         |                                          |
| Het laatste nieuws; Luctor et emergo - Je Maintiendrai |                                                 | 351                         |                                          |
| De luistervink |                                                 | 397                         |                                          |
| De maand in vogelvlucht |                                                 | 398                         |                                          |
| Het nieuws |                                                 | 488                         |                                          |
| Nieuws van ... + bijbehorend weekoverzicht |                                                 | 493A                        |                                          |
| Nieuwsbulletin |                                                 | 539                         |                                          |
| Ons luisterorgaan |                                                 | 572                         |                                          |
| 'Ons oude vaderland' |                                                 | 576                         |                                          |
| Oranje brigade |                                                 | 607                         |                                          |
| Oranje nummer |                                                 | 625A                        |                                          |
| Oranje ster |                                                 | 627                         |                                          |
| Oranje-vaan |                                                 | 628                         |                                          |
| Het Parool; groot bulletin onder verantwoording van eenige medewerkers |                                                 | 664                         |                                          |
| Socialistische brieven |                                                 | 747                         |                                          |
| Trouw; dagelijksch frontoverzicht |                                                 | 880                         |                                          |
| Trouw; frontoverzicht |                                                 | 881                         |                                          |
| Trouw; nieuwsbulletin |                                                 | 882                         |                                          |
| De vaderlander |                                                 | 899                         |                                          |
| De Vonk; uitgave van het 'Alg. Nederlandsch Comité van Actie' |                                                 | 944A                        |                                          |
| Vrij vaderland |                                                 | 989                         |                                          |
| Comité voor vrij Nederland | Utrecht                                         | 115                         |                                          |
| Radio Moscou |                                                 | 698B                        |                                          |
| Radio-Nieuws |                                                 | 699A                        |                                          |
| Om de opbouw van de arbeidersbeweging |                                                 |                             |                                          |
| Ongetiteld verzetsblad, J. Roemeling Frima |                                                 | 1176                        |                                          |
| Ongetiteld verzetsblad |                                                 |                             |                                          |
| Ongetiteld verzetsblad |                                                 |                             |                                          |
| Kroniek van de week; in samenwerking met "De Bevrijding" | Lisse                                           | 327                         |                                          |
| 't Kristalletje; dagbladje; redactie H & H ; het laatste nieuws het eerst | 's-Graveland                                    | 318                         |                                          |
| De margriet; Gooisch dagblad | 's-Graveland                                    | 407                         |                                          |
| De eenpitter | 's-Gravendeel                                   | 158                         |                                          |
| 'Trouw | Aalsmeer                                        | 819                         |                                          |
| Mededelingen van "De Patriot" | Aerdenhout                                      | 415                         |                                          |
| Mededelingen van 'De vaderlander' | Aerdenhout                                      | 416                         |                                          |
| Ongetiteld verzetsblad | Aerdenhout                                      | 1132                        |                                          |
| (De?) Vrije Pers | Alblasserdam                                    | 1023                        |                                          |
| Front- en wereldnieuws | Alkmaar                                         | 182                         |                                          |
| Morgen-bulletin | Alkmaar                                         | 433                         |                                          |
| Recht door zee | Alkmaar                                         | 710                         |                                          |
| ROBU | Alkmaar                                         | 716                         |                                          |
| De vrije pers | Alkmaar                                         | 1024                        |                                          |
| 'Het Parool'-bulletin; voor Alkmaar en omgeving verzorgd door ROBU | Alkmaar                                         | 646                         |                                          |
| De strijder | Alkmaar                                         | 793                         |                                          |
| De vrije Alkmaarder; uitgave van Het Parool, Vrij Nederland en ROBU | Alkmaar                                         | 998                         |                                          |
| 'De Vrijbuiters' | Almelo                                          | 997                         |                                          |
| Weekblad "Nederland" | Almelo                                          | 1093A                       |                                          |
| Het laatste nieuws | Almelo                                          | 337                         |                                          |
| De magneet | Almelo                                          | 403                         |                                          |
| Het Parool; vrij onverveerd | Almelo                                          | 647                         |                                          |
| Kroniek van de week; vriheyt en is om gheen gelt te coop | Alphen aan den Rijn                             | 320                         |                                          |
| Réveil | Alphen aan den Rijn                             | 712                         |                                          |
| De typhoon | Alphen aan den Rijn                             | 886                         |                                          |
| Het nieuws; uitgegeven door de Kroniek van de Week en De Schakel | Alphen aan den Rijn                             | 479                         |                                          |
| Vrĳ Nederland | Alphen aan den Rijn                             |                             |                                          |
| De Oost; Indië zal herrijzen | Alphen aan den Rijn                             | 589                         |                                          |
| De schakel; "den vaderlant ghetrouwe blijf ick tot in den doot" | Alphen aan den Rijn                             | 726                         |                                          |
| Oranje-bulletin | Alphen aan den Rijn                             | 608                         |                                          |
| Het nieuws | Amerongen                                       | 480                         |                                          |
| Je maintiendrai | Amersfoort                                      | 256                         |                                          |
| Het baken; onafhankelijk orgaan voor principieele voorlichting | Amersfoort                                      | 35                          |                                          |
| Communiqué | Amersfoort                                      | 116                         |                                          |
| 'Geallieerd nieuws' | Amersfoort                                      | 193                         |                                          |
| Goeden morgen hier is de Zender Herrijzend Nederland | Amersfoort                                      | 214                         |                                          |
| De notedop; the war in a nutshell | Amersfoort                                      | 551                         |                                          |
| O.L.O. | Amersfoort                                      | 558                         |                                          |
| Overzicht voornaamste nieuws | Amersfoort                                      | 632                         |                                          |
| 'Toch' | Amersfoort                                      | 809                         |                                          |
| Veritas | Amersfoort                                      | 912                         |                                          |
| Vernieuwing; tijdschrift voor politiek en cultuur | Amersfoort                                      | 915                         |                                          |
| Weekoverzicht; zeven dagen politiek en militair wereldgebeuren | Amersfoort                                      | 1094                        |                                          |
| De vrije jeugd; uitgave van het Jeugdcomité | Amersfoort                                      | 1011                        |                                          |
| Goeden morgen hier is Londen | Amersfoort                                      | 213                         |                                          |
| 'Trouw; speciale uitgave voor Amersfoort en omstreken | Amersfoort                                      | 821                         |                                          |
| Oranje-bulletin; gemeenschappelijk orgaan van de samenwerkende organisaties en de illegale pers | Amersfoort                                      | 609                         |                                          |
| Oranje-bulletin; 'nieuwe serie'. Verschijnend door samenwerking van Het Baken, Je Maintiendrai, Het Parool, Trouw, Vrij Nederland, De Waarheid en Weekoverzicht                                              | Amersfoort                                      | 610                         |                                          |
| OZO | Amersfoort                                      | 633                         |                                          |
| De vrije Amersfoorter; voortzetting van bet Oranje-bulletin; verschijnend door de samenwerking van Het Baken, Je Maintiendrai, Het Parool, Trouw, Vrij Nederland, De Waarheid en Weekoverzicht               | Amersfoort                                      | 999                         |                                          |
| Hier is Londen; berichten van Geallieerde zijde | Nieuwer-Amstel (Amstelveen)                     | 230                         |                                          |
| Pro patria | Nieuwer-Amstel (Amstelveen)                     | 691                         |                                          |
| Triomfklanken | Nieuwer-Amstel (Amstelveen)                     | 818                         |                                          |
| Vrijbuiter | Nieuwer-Amstel (Amstelveen)                     | 993                         |                                          |
| ????? | Amstelveen                                      | 1130                        |                                          |
| Trouw; nieuwsbulletin. Bijlage bij speciale uitgave | Nieuwer-Amstel (Amstelveen)                     | 859                         |                                          |
| De Accu; Nederlandse berichten van de B(etrouwbare).B(erichten).C(entrale). | Amsterdam                                       | 4                           |                                          |
| A.G.D. | Amsterdam                                       | 14A                         |                                          |
| Aetherflitsen | Amsterdam                                       | 10                          |                                          |
| Beta-nieuws | Amsterdam                                       | 66                          |                                          |
| Alles sal reg kom! | Amsterdam Noord                                 | 16                          |                                          |
| Berichtendienst 1940 (1941) | Amsterdam                                       | 61                          |                                          |
| Alles sal reg kom | Amsterdam                                       | 17                          |                                          |
| De bepiegde heeuw | Amsterdam                                       | 50A                         |                                          |
| Amsterdam's geuzenblad | Amsterdam                                       | 21A                         |                                          |
| Alles sal reg kom, Hier is Londen | Amsterdam                                       | 18                          |                                          |
| De Amsterdammer | Amsterdam                                       | 20                          |                                          |
| Accu-vonken: uitgave van De Accu - Artikelen van algemeen belang | Amsterdam                                       | 5                           |                                          |
| Berichtenblad Je Maintiendrai | Amsterdam                                       | 56                          |                                          |
| De Brandaris | Amsterdam                                       | 79                          |                                          |
| De Brandarisbrief | Amsterdam                                       | 80                          |                                          |
| Brieven aan een jeugdvriend | Amsterdam                                       | 84                          |                                          |
| Brieven ter bevordering van de internationale klasse-eenheid | Amsterdam                                       | 86                          |                                          |
| Buitenlandsch overzicht van Het Parool | Amsterdam                                       | 90                          |                                          |
| Christofoor: berichtenblad | Amsterdam                                       | 107                         |                                          |
| Christofoor: voor God en vaderland; uitgave voor Amsterdam, Haarlem en omgeving | Amsterdam                                       | 108                         |                                          |
| Circulaire van het Comité 'In Verdrukking Eén' | Amsterdam                                       | 113                         |                                          |
| De dageraad; geallieerd ochtendblad | Amsterdam                                       | 131                         |                                          |
| De dageraad; geallieerd ochtendblad, zondagsuitgave | Amsterdam                                       | 132                         |                                          |
| De duikbode; vrije wereld nieuws | Amsterdam                                       | 144                         |                                          |
| Eén uur bulletin; dagelijksche nieuwseditie van het Zondagsblad | Amsterdam                                       | 151                         |                                          |
| De eendracht | Amsterdam                                       | 152                         |                                          |
| De eindspurt | Amsterdam                                       | 160                         |                                          |
| E.N.R.O. nieuws | Amsterdam                                       | 169                         |                                          |
| Etappe der ineenstorting | Amsterdam                                       | 170                         |                                          |
| Filmbulletin; uitgave voor filmvrienden in Nederland | Amsterdam                                       | 174                         |                                          |
| Het gele blaadje | Amsterdam                                       | 197                         |                                          |
| De gids; orgaan der metaalindustrie | Amsterdam                                       | 205                         |                                          |
| Hier is Londen | Amsterdam                                       | 231                         |                                          |
| Hollandgruppe Freies Deutschland | Amsterdam                                       | 235                         |                                          |
| Internationale informatie-bladen | Amsterdam                                       | 252                         |                                          |
| Jeugdland; halfmaandelijksch contactblad voor alle Nederlandsche jongeren en leiders van jeugdorganisaties                                                                                                   | Amsterdam                                       | 276                         |                                          |
| De kaars; brengt licht in duistere tijden | Amsterdam                                       | 282                         |                                          |
| Klein maar dapper | Amsterdam                                       | 296                         |                                          |
| Het kleine ochtendblad | Amsterdam                                       | 299                         |                                          |
| Kort nieuws | Amsterdam                                       | 314                         |                                          |
| De laatste ronde | Amsterdam                                       | 354                         |                                          |
| De laatste ronde; dagelijksche editie van Novum en Het Zondagsblad | Amsterdam                                       | 355                         |                                          |
| Lamprophiza splendidula | Amsterdam                                       | 358                         |                                          |
| De Lampyris; brengt licht in donkere dagen | Amsterdam                                       | 359                         |                                          |
| Let op uw saeck | Amsterdam                                       | 361                         |                                          |
| 'Het logboek' | Amsterdam                                       | 374                         |                                          |
| Maandagochtendblad ons volk | Amsterdam                                       | 399                         |                                          |
| Metro | Amsterdam                                       | 421                         |                                          |
| Mitteilungsblatt der Interessengemeinschaft Anti-Faschistischer Deutscher | Amsterdam                                       | 426                         |                                          |
| M.L.L.-bulletin van het Marx-Lenin-Luxemburgfront | Amsterdam                                       | 427                         |                                          |
| Nederland vrij! | Amsterdam                                       | 454                         |                                          |
| De Nederlandsche gedachte; onder auspiciën van De patriot | Amsterdam                                       | 460                         |                                          |
| De Nederlandse leeuw | Amsterdam                                       | 461                         |                                          |
| De nieuwe Amsterdammer; voortzetting van Op wacht in Amsterdam | Amsterdam                                       | 468                         |                                          |
| De nieuwe vrijheid | Amsterdam                                       | 477                         |                                          |
| De nieuwe wijnzak; leidraad tot verdieping van het staatsburgerlijk denken | Amsterdam                                       | 478                         |                                          |
| Nieuws uit Engeland; uitgave Het Parool | Amsterdam                                       | 491                         |                                          |
| Nieuws van dezen dag | Amsterdam                                       | 497                         |                                          |
| Nieuwsberichten uit Engeland; uitgave Het Parool | Amsterdam                                       | 509                         |                                          |
| Nieuwsblad | Amsterdam                                       | 510                         |                                          |
| Nieuwsbrief van Pieter 't Hoen | Amsterdam                                       | 522                         |                                          |
| Nieuwsbrieven uit Engeland | Amsterdam                                       | 523                         |                                          |
| Nieuwsbulletin | Amsterdam                                       | 526                         |                                          |
| Nieuws-bulletin; dagelijkse editie van Novum en Het Zondagsblad | Amsterdam                                       | 527                         |                                          |
| Novum; voorlichtingsdienst | Amsterdam                                       | 554                         |                                          |
| Onder de loupe | Amsterdam                                       | 559                         |                                          |
| Ondergrondsch contact | Amsterdam                                       | 563                         |                                          |
| Ongetekende brieven aan onze oude strijdmakkers | Amsterdam                                       | 566                         |                                          |
| 'Ons gemeenebest' / onder red. van P.J. Schmidt | Amsterdam                                       | 569                         |                                          |
| Ons rijk | Amsterdam                                       | 577                         |                                          |
| Op wacht in Amsterdam | Amsterdam                                       | 595                         |                                          |
| Ozo-bericht | Amsterdam                                       | 635                         |                                          |
| Paraat | Amsterdam                                       | 639                         | Let op: 639 en 640 hebben zelfde titel   |
| Parool-post; voorlichting en documentatie | Amsterdam                                       | 666                         |                                          |
| Politieke brief | Amsterdam                                       | 683                         |                                          |
| Radio Londen | Amsterdam                                       | 697                         |                                          |
| Radio-ochtendbulletin | Amsterdam                                       | 700                         |                                          |
| Radio Oranje; orgaan voor strijdend Nederland: dagelijksche editie | Amsterdam                                       | 701                         |                                          |
| Radiopost | Amsterdam                                       | 703                         |                                          |
| Rattenkruid | Amsterdam                                       | 708                         |                                          |
| Rood-wit-blauw | Amsterdam                                       | 722                         | Let op: 722 en 723 hebben zelfde titel   |
| Rood-wit-blauw | Amsterdam                                       | 723                         | Let op: 722 en 723 hebben zelfde titel   |
| Spartacus; orgaan van het derde front / Marx-Lenin-Luxemburg-Front | Amsterdam                                       | 751                         |                                          |
| Spartacus; bulletin van de revolutionnair-socialistische arbeidersbeweging in Nederland / Communistenbond "Spartacus"                                                                                        | Amsterdam                                       | 752                         |                                          |
| Spartacus; actuele berichten: uitgave van de Communistenbond Spartacus | Amsterdam                                       | 753                         |                                          |
| Spartacus; maandschrift voor de revolutionnair socialistische arbeidersbeweging / Communistenbond "Spartacus"                                                                                                | Amsterdam                                       | 754                         |                                          |
| Sta pal | Amsterdam                                       | 759                         |                                          |
| Sunshine; verschijnt alleen bij goed nieuws | Amsterdam                                       | 798                         |                                          |
| Tribune der jeugd; socialistisch orgaan voor jongeren | Amsterdam                                       | 817                         |                                          |
| Uit Londen | Amsterdam                                       | 890                         |                                          |
| Uw tweede dagblad | Amsterdam                                       | 893                         |                                          |
| Van den harden grond; een blad van Vrij Nederland voor den Nederlandschen arbeider | Amsterdam                                       | 907                         |                                          |
| Verzamelkrant | Amsterdam                                       | 919                         |                                          |
| Verzet en opbouw | Amsterdam                                       | 924                         |                                          |
| Voorlichtingsdienst "Je Maintiendrai" | Amsterdam                                       | 960                         |                                          |
| Vrij baan | Amsterdam                                       | 963                         |                                          |
| Vrije gedachten | Amsterdam                                       | 1004                        |                                          |
| Vrije jacht; orgaan voor voortrekkers, leiders en oud-padvinders | Amsterdam                                       | 1010                        |                                          |
| De vrije katheder; nieuwsbulletin | Amsterdam                                       | 1014                        |                                          |
| 'De Vrijheid'; bulletin voor Amsterdam en omgeving | Amsterdam                                       | 1052                        |                                          |
| De vuurploeg | Amsterdam                                       | 1066                        |                                          |
| Wat nu? | Amsterdam                                       | 1093                        |                                          |
| Weest waecksaem | Amsterdam                                       | 1098                        |                                          |
| Wereld-nieuws | Amsterdam                                       | 1106                        |                                          |
| Werkend Nederland; propaganda-orgaan voor de Eenheidsvakcentrale (EVC) | Amsterdam                                       | 1109                        |                                          |
| Het Zondagsblad; "van de vrije pen" | Amsterdam                                       | 1120                        |                                          |
| Zuiveringszout | Amsterdam                                       | 1122                        |                                          |
| De vrijheid; giet trots en fierheid in het hart van wie Uw stemme hoort! | Amsterdam                                       | 1052A                       |                                          |
| De vrijheidsdrang | Amsterdam                                       | 1063A                       |                                          |
| Arbeiders-eenheid; orgaan voor de kernen in de bedrijven | Amsterdam                                       | 25                          |                                          |
| De vonk | Amsterdam                                       | 937                         |                                          |
| Christofoor | IJsselstein                                     | 109                         |                                          |
| De waarheid | Amsterdam                                       | 1071                        | Let op: 1071 en 1072 hebben zelfde titel |
| De vrije kunstenaar | Amsterdam                                       | 1019                        |                                          |
| De vrije katheder | Amsterdam                                       | 1013                        |                                          |
| Vrij Nederland | Amsterdam                                       | 965                         |                                          |
| Bulletin van het M.L.L.-Front | Amsterdam                                       | 105                         |                                          |
| Dagelijksche berichten | Amsterdam                                       | 130                         |                                          |
| Het laatste nieuws | Amsterdam                                       | 338                         | Let op: 338 en 339 hebben zelfde titel   |
| De waarheid dagelijkse bulletins | Amsterdam                                       | 1072                        | Let op: 1071 en 1072 hebben zelfde titel |
| Trouw luisterpost | Amsterdam                                       | 883                         |                                          |
| Trouw-mededeelingen | Amsterdam                                       | 884                         |                                          |
| Eenheid in de socialistische beweging | Amsterdam                                       | 157                         |                                          |
| De vrije stem | Amsterdam                                       | 1038                        |                                          |
| De ingehouden heeuw | Amsterdam                                       | 251B                        |                                          |
| 'De koerier' | Amsterdam                                       | 303                         |                                          |
| Luctor et emergo; 'ik duik onder en kom weer boven' | Amsterdam                                       | 382                         |                                          |
| Weest op uw hoede... | Amsterdam                                       | 1096                        |                                          |
| In liefde bloeiende | Amsterdam                                       | 250                         |                                          |
| It is a sin to tell a lie | Amsterdam                                       | 255                         |                                          |
| Je maintiendrai; berichtenblad | Amsterdam                                       | 257                         |                                          |
| De vrije pers; bulletin van de samenwerkende organen De Frontloupe, Het Parool, Trouw, Vrij Nederland en De Waarheid                                                                                         | Zutphen                                         | 1035                        |                                          |
| Contact | Amsterdam                                       | 119                         |                                          |
| Je maintiendrai en Christofoor; berichtenblad | Amsterdam                                       | 274                         |                                          |
| Trouw-bulletin; speciale uitgave | Amsterdam                                       | 822                         |                                          |
| De Tribune; orgaan voor de kernen in de bdrijven | Amsterdam                                       | 815                         |                                          |
| Het Parool; speciaal bulletin | Amsterdam                                       | 649                         |                                          |
| Het Parool | Amsterdam                                       | 650                         |                                          |
| Het Parool; nieuwsbulletin | Amsterdam                                       | 651                         |                                          |
| Ongetiteld verzetsblad | Amsterdam                                       | 1136                        |                                          |
| Ongetiteld verzetsblad | Amsterdam                                       | 1133                        |                                          |
| Ongetiteld verzetsblad | Amsterdam                                       | 1135                        |                                          |
| Ongetiteld verzetsblad | Amsterdam                                       | 1134                        |                                          |
| Paraat | Amsterdam                                       | 640                         | Let op: 639 en 640 hebben zelfde titel   |
| De baanbreker; sociaal-democratisch orgaan | Amsterdam                                       | 28                          |                                          |
| De schans; steunpunt tot actief geestelijk verzet | Amsterdam                                       | 728                         |                                          |
| De schildwacht; onafhankelijk Nederlandsch weekblad | Amsterdam                                       | 729                         |                                          |
| Scholing en strijd; veertiendaags tijdschrift gewijd aan de vraagstukken van de arbeidersbeweging | Amsterdam                                       | 730                         |                                          |
| Het vod | Amsterdam                                       | 931                         |                                          |
| Het heeuwpie | Amsterdam                                       | 224A                        |                                          |
| Londen door het kristal | Amsterdam (?)                                   | 375A                        |                                          |
| The London post | Amsterdam                                       | 378A                        |                                          |
| Het piegertje | Amsterdam                                       | 676A                        |                                          |
| Recht und Freiheit | Amsterdam                                       | 709B                        |                                          |
| 't Spuigat | Amsterdam                                       | 758A                        |                                          |
| De stem der vrijheid | Amsterdam (?)                                   | 773A                        |                                          |
| Vrij onverveerd | Amsterdam                                       | 987A                        |                                          |
| De bedrijfsraad | Amsterdam                                       | 47                          |                                          |
| De bedrijfsraad-De Vonk | Amsterdam                                       | 48                          |                                          |
| Bulletin ter verdediging der universiteiten | Amsterdam                                       | 103                         |                                          |
| Signalementenblad | Amsterdam                                       | 737                         |                                          |
| Het laatste nieuws | Amsterdam                                       | 339                         | Let op: 338 en 339 hebben zelfde titel   |
| Open brief aan de in Nederland studerende Indonesische jeugd | Amsterdam                                       | 597                         |                                          |
| Open brief aan de Nederlandse jeugd | Amsterdam                                       | 598                         |                                          |
| Open brief aan de Nederlandse studenten | Amsterdam                                       | 599                         |                                          |
| Oranje-bulletin; bulletin ter verspreiding van de letterlijke tekst van Regeringsverklaringen, bevelen van het Geallieerd Opperbevel, aanwijzingen van het ondergronds verzet, en hoofdzaken van het nieuws  | Amsterdam                                       | 611                         |                                          |
| Trouw; dagelijksche nieuwsuitgave voor Amsterdam en omstreken | Amsterdam                                       | 823                         | Let op: zelfde titel als bij 826         |
| Trouw; speciale uitgave voor Amsterdam en omstreken | Amsterdam                                       | 824                         |                                          |
| Trouw-nieuws |                                                 | 825                         |                                          |
| Trouw; dagelijksche nieuwsuitgave voor Amsterdam en omstreken | Amsterdam                                       | 826                         | Let op: zelfde titel als bij 823         |
| Vrij Nederland | Amsterdam                                       | 966                         |                                          |
| VN-Nieuws; speciaal bulletin van Vrij Nederland | Amsterdam                                       | 967                         |                                          |
| Vrij Nederland; speciaal nieuwsbulletin | Amsterdam                                       | 968                         |                                          |
| Bulletin | Amsterdam                                       | 92                          |                                          |
| Ongetiteld verzetsblad | Amsterdam                                       | 1135A                       |                                          |
| Luctor et emergo | Ankeveen                                        | 383                         |                                          |
| De notedop | Ankeveen                                        | 552                         |                                          |
| Apeldoornsche courant | Apeldoorn                                       | 24                          |                                          |
| De ondergrondsche koerier; Oranje boven! | Apeldoorn                                       | 564                         |                                          |
| De stem der vrijheid | Apeldoorn                                       | 767                         |                                          |
| De waarnemer | Apeldoorn                                       | 1087                        |                                          |
| De vrije stem | Apeldoorn                                       | 1039                        |                                          |
| Het(?) nieuws | Apeldoorn                                       | 481                         |                                          |
| Het vloeitje | Apeldoorn                                       | 928                         |                                          |
| Vrij onverveerd | Apeldoorn                                       | 987B                        |                                          |
| Oranje-bode; verschijnt wekelijks kosteloos voor alle goede Nederlanders uit Apeldoorn en omgeving | Apeldoorn                                       | 604                         |                                          |
| Daily world news | Arnhem                                          | 134                         |                                          |
| Ons oorlogskamp | Arnhem                                          | 575                         |                                          |
| Op de korte golf | Arnhem                                          | 591                         |                                          |
| Verboden Arnhemsche courant | Arnhem                                          | 910                         |                                          |
| De wekker | Arnhem                                          | 1103                        |                                          |
| De (?) tribunaal | Arnhem                                          | 814                         |                                          |
| De werker | Arnhem                                          | 1113                        |                                          |
| Ongetiteld verzetsblad | Arnhem                                          | 1138                        |                                          |
| Ongetiteld verzetsblad | Arnhem                                          | 1137                        |                                          |
| Op de een en dertig meter band | Arnhem                                          | 589A                        |                                          |
| De sneeuwbal | Arnhem                                          | 742                         |                                          |
| De nieuwsbode; orgaan van de vrije pers | Arnhem                                          | 516                         |                                          |
| Trouw; speciale uitgave voor Drenthe | Assen                                           | 827                         |                                          |
| Oranjebode; uitgegeven door Ons Volk, Christofoor, De Geus, De Ploeg, De Toekomst | Assen                                           | 605                         |                                          |
| Bulletin RVV | Amsterdam-Baarn-Amersfoort                      | 104                         |                                          |
| Kroniek van de week; "vriheyt en is om gheen gelt te coop" met medewerking van Het Parool | Baarn                                           | 322                         |                                          |
| De nieuwskroniek; voor het Eemland. Uitgave Kroniek van de week en Het Parool | Baarn                                           | 545                         |                                          |
| Trouw; dagelijksch nieuwsbulletin | Badhoevedorp                                    | 828                         |                                          |
| Ongetiteld verzetsblad | Barchem                                         | 1139                        |                                          |
| Voor koningin en vaderland; voor vrijheid, waarheid en recht | Barneveld                                       | 949                         |                                          |
| Voor waarheid, vrijheid en recht | Barneveld                                       | 956                         |                                          |
| Trouw; Veluwe-editie | Barneveld                                       | 829                         |                                          |
| Comité eenheid | Barneveld                                       | 114                         |                                          |
| De duinstreek | Bergen                                          | 148                         |                                          |
| De stem van vrij Nederland; voor God, koningin en vaderland | Tilburg-Bergen op Zoom                          | 773                         |                                          |
| Kroniek van de week; vriheyt en is om gheen gelt te coop | Bergschenhoek                                   | 323                         |                                          |
| Nachrichten fuer die Truppen | Bergschenhoek                                   | 441                         |                                          |
| Het nieuws van den dag; uitgegeven door de Kroniek van de Week | Bergschenhoek                                   | 494                         |                                          |
| Nieuwsbulletin | Beverwijk                                       | 528                         |                                          |
| 'Strijd' | Beverwijk                                       | 783                         |                                          |
| Frontberichten | Beverwijk                                       | 183                         |                                          |
| Vrij Nederland; nieuwsbulletin voor Kennemerland | Beverwijk                                       | 969                         |                                          |
| Nieuwsbulletin | Bilthoven                                       | 529                         |                                          |
| Merck toch hoe sterck | Bilthoven                                       | 419                         |                                          |
| Het Bloemendaalse weekblad: uitgave van Herrijzend Bloemendaal | Bloemendaal                                     | 74                          |                                          |
| Hier is de B.B.C. | Bloemendaal                                     | 229                         |                                          |
| Kroniek van de week; 'Vriheyt en is om gheen gelt te coop' | Bodegraven                                      | 324                         |                                          |
| Frysk en frij | Utrecht-Bolsward                                | 188                         |                                          |
| De Oranje gids; voor; vrijheid, waarheid en recht | Boskoop                                         | 620                         |                                          |
| Voor vrijheid-waarheid-recht | Boskoop                                         | 954                         |                                          |
| Z 66 | Breda                                           | 1129                        |                                          |
| De stille waarheid | Breukelen                                       | 778A                        |                                          |
| Ongetiteld verzetsblad | Breukeleveen                                    | 1139A                       |                                          |
| De waarheid; editie voor de mijnstreek | Brunssum                                        | 1074                        |                                          |
| De vonk | mijnstreek                                      | 942A                        |                                          |
| B.B.C. | Bussum                                          | 39                          |                                          |
| Buitenlandsch overzicht van Het Parool | Bussum                                          | 91                          |                                          |
| Het compas | Bussum                                          | 118                         |                                          |
| De keten = Hasjalsjèeleth; periodiek voor ondergedoken joden in Nederland | Bussum                                          | 290                         |                                          |
| Militair weekoverzicht | Bussum                                          | 425                         |                                          |
| NVS (Neerland's vrijheidsstrijd) | Bussum                                          | 465                         |                                          |
| De observator | Bussum                                          | 555                         |                                          |
| Stemmen uit Londen | Bussum                                          | 774                         |                                          |
| De waarheid | Bussum                                          | 1075                        |                                          |
| De vrĳe Bussumer | Bussum                                          | 1001                        |                                          |
| Hasjalsjèeleth | Bussum                                          | 223                         |                                          |
| Ongetiteld verzetsblad | Bussum                                          | 1140                        |                                          |
| Prinses Irene; nieuwsbulletin / de Vereenigde Biltsche illegale pers ; met medew. van "Het Parool" | De Bilt-Bilthoven                               | 689A                        |                                          |
| Transito-nieuws | De Meern                                        | 812B                        |                                          |
| Front-flitsen | De Steeg                                        | 183A                        |                                          |
| Dixi's weekuitgave | Dedemsvaart                                     | 139                         |                                          |
| De gids | Delft                                           | 204                         |                                          |
| Houdt stand; dagblad voor Zuid-Holland | Delft                                           | 242                         |                                          |
| Nieuwsdienst | Delft                                           | 543                         |                                          |
| De oprechte-Delftenaar; periodiek onder Delftsche studenten | Delft                                           | 600                         |                                          |
| Paraat; weekblad voor de vakbeweging voor Delft en omstreken | Delft                                           | 641                         |                                          |
| Toekomst; weekblad voor strijdend Nederland | Delft                                           | 810                         |                                          |
| Veritas | Delft                                           | 913                         |                                          |
| De koptelefoon | Delft                                           | 313                         |                                          |
| Trouw; speciale uitgave voor Delft en omstreken | Delft                                           | 830                         |                                          |
| !Brabander! | Den Bosch                                       | 76                          |                                          |
| De Brabanter: edele Brabant were di | Den Bosch                                       | 77                          |                                          |
| De nieuwe linie | Den Bosch                                       | 474                         |                                          |
| De steekvlam | Den Bosch                                       | 761                         |                                          |
| Voor koningin en vaderland; voor vrijheid, waarheid en recht | Den Bosch                                       | 951                         |                                          |
| De zender | Den Bosch                                       | 1119                        |                                          |
| Oranje garde 'De stem' | Den Bosch                                       | 619                         |                                          |
| De Aetherbode | Den Burg                                        | 9                           |                                          |
| Branding; orgaan voor Jong-Nederland | Den Haag                                        | 81                          |                                          |
| De baanbreker | Zuid-Holland                                    | 29                          |                                          |
| De bevrijding: geautoriseerde uitgave | Den Haag                                        | 67                          |                                          |
| Brieven aan sociaal-democraten | Den Haag                                        | 85                          |                                          |
| Het contra signaal; sol iustitiae, illustra nos! | Den Haag                                        | 124                         |                                          |
| Het dagblad; "vincit amor patriae" | Den Haag-Voorburg                               | 125                         |                                          |
| En passant: tijdelijk verschijnend tijdsverschijnsel met literair karakter | Den Haag                                        | 164                         |                                          |
| Europeesche geschriften | Den Haag                                        | 171                         |                                          |
| De fakkel | Den Haag                                        | 172                         |                                          |
| Feiten | Den Haag                                        | 173                         |                                          |
| Geestelijke vruchten eener satanische overweldiging | Den Haag                                        | 195                         |                                          |
| De geus; (onder studenten) | Den Haag                                        | 199                         |                                          |
| God-Nederland-Oranje | Den Haag                                        | 209                         |                                          |
| De Haagsche groene; algemeen Nederlandsch dagblad | Den Haag                                        | 219                         |                                          |
| Hier is Londen | Den Haag                                        | 233                         |                                          |
| Holland-nieuws | Den Haag                                        | 236                         |                                          |
| Kleine krant van ons volk; -den vaderlant ghetrouwe- | Den Haag                                        | 297                         |                                          |
| Het kompas / uitg. van het Marxistisch Jeugd Comité | Den Haag                                        | 311                         |                                          |
| Kroniek van de week; vriheyt en is om gheen gelt te coop | Den Haag                                        | 325                         |                                          |
| De kurk | Den Haag                                        | 335                         |                                          |
| Libertas; maandschrift voor het koninkrijk der Nederlanden | Den Haag                                        | 364                         |                                          |
| Libertas; de stem van strijdend Nederland |                                                 | 365                         |                                          |
| Maecenas / communicatiemiddel onder red. van Peter de Raedt; letterkundig adviseur: Robert Damman | Den Haag                                        | 402                         |                                          |
| Mededeelingen | Den Haag                                        | 410                         |                                          |
| Mededeelingen van het Nederlandsch Correspondentiebureau | Den Haag                                        | 412                         |                                          |
| Nederland vecht; te land, ter zee en in de lucht | Den Haag                                        | 453                         |                                          |
| 'News in a nutshell' | Den Haag                                        | 466                         |                                          |
| Nieuw geluid; ter bevordering der P.T.T. Eenheids-Vakorganisatie | Den Haag                                        | 467                         |                                          |
| De nieuwe Haagsche; algemeen Nederlandsch weekblad | Den Haag                                        | 472                         |                                          |
| Nieuwsbulletin; uitgegeven door Vrij Nederland | Den Haag                                        | 531                         |                                          |
| Ons arsenaal | Den Haag                                        | 567                         |                                          |
| 'Ons ochtendblad'; nieuwsblad voor Den Haag en omstreken | Den Haag                                        | 574                         |                                          |
| Ons twaalfuurtje | Den Haag                                        | 578                         |                                          |
| Op wacht; voor God-Nederland-Oranje | Den Haag                                        | 592                         |                                          |
| Op wacht; speciaal nieuwsbulletin voor Den Haag en omstreken | Den Haag                                        | 593                         |                                          |
| De opdracht; tijdschrift gewijd aan het nieuwe Indië | Den Haag                                        | 596                         |                                          |
| Paraat; weekblad voor de vakbeweging voor 's-Gravenhage en omstreken | Den Haag                                        | 643                         |                                          |
| Persmededeelingen van "Bureau Houtman" | Den Haag                                        | 676                         |                                          |
| Revolutionaire jeugd | Den Haag                                        | 713                         |                                          |
| De stem; dagelijks nieuwsblad voor 's-Gravenhage en omstreken | Den Haag                                        | 766                         |                                          |
| De stem van strijdend Nederland; dagelijks nieuwsblad voor 's-Gravenhage en omstreken | Den Haag                                        | 771                         |                                          |
| Stentor | Den Haag                                        | 775                         |                                          |
| Telex; bulletin | Den Haag                                        | 802                         |                                          |
| De toekomst | Den Haag                                        | 811                         |                                          |
| Tijdsproblemen | Den Haag                                        | 885                         |                                          |
| Uit de woestijn | Amsterdam-Den Haag-Groningen                    | 891                         |                                          |
| Het vaderland; blad voor de Nederlands(ch)e arbeiders in Duitsland | Den Haag                                        | 897                         |                                          |
| Het vaderland getrouwe; strijdblad voor de strijders der Nieuwe Gemeenschap | Den Haag                                        | 898                         |                                          |
| De vonk | Den Haag                                        | 938                         |                                          |
| Voor God en den koning | Den Haag                                        | 945                         |                                          |
| De voorbode | Den Haag                                        | 958                         |                                          |
| Vrij Nederland; uitgave voor Zuid-Holland | Den Haag                                        | 974                         |                                          |
| Het vrije geluid; -al is de leugen nog zo snel, de waarheid achterhaalt haar wel...- | Den Haag                                        | 1006                        |                                          |
| Vrijheid | Den Haag, 1941-1942                             | 1053                        | Let op: 1053 en 1054 hebben zelfde titel |
| Vrijheid | Den Haag, 1944                                  | 1054                        | Let op: 1053 en 1054 hebben zelfde titel |
| De vrijheid; voor koningin en vaderland | Den Haag                                        | 1055                        |                                          |
| Wekelijkse kroniek van Libertas; in samenwerking met "De koerier" en "Voor koningin en vaderland" | Den Haag                                        | 1102                        |                                          |
| De vrije katheder | Den Haag                                        | 1015                        |                                          |
| De vrije Nederlander | Den Haag                                        | 1020                        |                                          |
| Telex | Den Haag                                        | 800                         | Let op: 800 en 801 hebben zelfde titel   |
| De gil | Den Haag-Amsterdam                              | 206                         |                                          |
| De koerier | Den Haag                                        | 305                         |                                          |
| De waarheid | Den Haag                                        | 1077                        |                                          |
| De waarheid | Den Haag                                        | 1077A                       |                                          |
| De waarheid; 'al is de leugen nog zo snel, de waarbeid achterhaalt haar wel...' | Zoetermeer                                      | 1080                        |                                          |
| Contact | Den Haag                                        | 123                         |                                          |
| Je maintiendrai; uitgave voor Zuid-Holland | Den Haag                                        | 259                         |                                          |
| Je maintiendrai; uitgave voor Den Haag en omstreken | Den Haag                                        | 260                         |                                          |
| Trouw; speciale uitgave voor 's-Gravenhage en omstreken | Den Haag                                        | 839                         |                                          |
| 'Het nieuws' | Den Haag                                        | 483                         |                                          |
| Nederlandsch nieuws; uitgave van het Oranje-bulletin voor Delft en omstreken | Den Haag-Delft                                  | 459                         |                                          |
| Vrij Nederland; Nederlandsche editie | Den Haag                                        | 973                         |                                          |
| De trom: officieel orgaan van het Nationaal Jongeren Verbond |                                                 |                             |                                          |
| Ongetiteld verzetsblad | Den Haag                                        | 1149                        |                                          |
| Ongetiteld verzetsblad | Den Haag                                        | 1148                        |                                          |
| Ongetiteld verzetsblad | Den Haag                                        | 1150                        |                                          |
| Het oorlogsnieuws van gisteren en hedenmorgen | Den Haag                                        | 588                         |                                          |
| Voor vrijheid en recht | Den Haag                                        | 951B                        |                                          |
| Het parool | Amsterdam-Den Haag-Utrecht                      | 648                         |                                          |
| Jeugd; uitgave van 'De waarheid' | Amsterdam-Den Haag                              | 275                         |                                          |
| Madjallah | Den Haag                                        | 401                         |                                          |
| Mededelingen van het comité voor vrij Nederland | Amsterdam-Rotterdam-Den Haag-Groningen          | 411                         |                                          |
| Het nieuws | Den Haag                                        | 484                         |                                          |
| De nieuwsbode | Den Haag-Leidschendam                           | 517                         |                                          |
| Ons volk; den vaderlant ghetrouwe | Utrecht-Amsterdam-Den Haag                      | 581                         |                                          |
| Oranje-bulletin | Den Haag-Delft                                  | 612                         |                                          |
| Oranje nieuws | Den Haag                                        | 625                         |                                          |
| Het Parool; speciaal nieuwsbulletin voor 's-Gravenhage en omstreken | Den Haag                                        | 654                         |                                          |
| Het Parool; extra editie voor Zuid-Holland | Den Haag                                        | 655                         |                                          |
| De ploeg; wil opwekken tot bezinning op onze na-oorlogse taak | Groningen-Den Haag                              | 677                         |                                          |
| Stijlbloempjes | Den Haag                                        | 796                         |                                          |
| Telex | Den Haag                                        | 801                         | Let op: 800 en 801 hebben zelfde titel   |
| Val aan | Den Haag                                        | 904                         |                                          |
| De Vonk; 'Hier is de vonk, die de toorts weer ontsteekt' | Den Haag                                        | 944                         |                                          |
| Voor koningin en vaderland; voor vrijheid, waarheid en recht | Den Haag                                        | 950                         |                                          |
| Bulletin | Den Haag                                        | 93                          |                                          |
| De baanbreker: sociaal-democratisch orgaan; editie voor Amsterdam en Den Haag | Amsterdam-Den Haag                              | 28A                         |                                          |
| De vrije duiker; 'Klaer veur onder water ... ' (Joost van den Vondel) | Amsterdamg                                      | 1002A                       |                                          |
| Heldersche post | Den Helder                                      | 225                         |                                          |
| Vrij Nederland | Den Helder                                      | 976                         |                                          |
| Ick blijf ghetrouw - ick wyck nyet af | Den Helder                                      | 244                         |                                          |
| De vrije pers | Deurne                                          | 1026                        |                                          |
| Christofoor: voor God en vaderland | Deventer (?)                                    | 111                         |                                          |
| De sneeuwbalbrief | Rotterdam-Deventer-Arnhem                       | 743                         |                                          |
| Berichten van 5 october 1944 | Diemen                                          | 55                          |                                          |
| Nieuws van (?) 1944 | Diemen                                          | 493                         |                                          |
| De patriot; orgaan voor strijdend Nederland | Dinxperlo                                       | 669                         |                                          |
| De vrije klaroen | Dinxperlo                                       | 1016                        |                                          |
| De vrije koerier; weekblad voor strijdend Nederland | Dinxperlo                                       | 1017                        |                                          |
| Nieuws uit Londen | Doesburg                                        | 492                         |                                          |
| De Dordtsche koerier | Dordrecht                                       | 142                         |                                          |
| De groene Dordtenaar | Dordrecht                                       | 217                         |                                          |
| Hier is Londen | Dordrecht                                       | 232                         |                                          |
| Het ochtendnieuws | Dordrecht                                       | 556                         |                                          |
| Parool-post; voorlichting en documentatie | Dordrecht                                       | 667                         |                                          |
| Semaphore; internationaal tijdschrift voor letteren en kunst | Dordrecht                                       | 735                         |                                          |
| De trapper | Dordrecht                                       | 813                         |                                          |
| De vrije pers | Dordrecht                                       | 1027                        |                                          |
| Trouw; speciale uitgave voor Dordrecht en omstreken | Dordrecht                                       | 831                         |                                          |
| Het Parool; vrij onverveerd | Dordrecht                                       | 652                         |                                          |
| Vrĳ Nederland | Dordrecht                                       |                             |                                          |
| Het nieuws | Dordrecht                                       | 482                         |                                          |
| De realist | Dordrecht                                       | 709                         |                                          |
| Ongetiteld verzetsblad | Dordrecht                                       | 1141                        |                                          |
| De nationale eenheid; dagelijks nieuws | Drachten                                        | 443                         |                                          |
| Trouw; speciale uitgave voor Friesland | Drachten                                        | 832                         |                                          |
| Het Parool; editie voor Oost-Utrecht | Driebergen                                      | 652A                        |                                          |
| De Kleefse koerier; vanouds "De Zwarte Omroep" | Ede                                             | 294                         |                                          |
| Pro patria | Ede                                             | 690                         |                                          |
| Verzet | Eefde, gemeente Gorssel                         | 920                         |                                          |
| Ongetiteld verzetsblad | Eerbeek                                         | 1142                        |                                          |
| Het vluchtelingetje | Eerbeek                                         | 930                         |                                          |
| De blaozepiepe | Eibergen                                        | 72                          |                                          |
| Verboden berichten | Eindhoven                                       | 911                         |                                          |
| De wekker | Eindhoven                                       | 1104                        |                                          |
| De waarheid | Eindhoven                                       | 1076                        |                                          |
| Ongetiteld verzetsblad | Eindhoven                                       | 1143                        |                                          |
| Aan het Nederlandsche volk | Eindhoven                                       | 3                           |                                          |
| De spiegel der waerheit | Eindhoven                                       | 755                         |                                          |
| Strijdend Nederland | Elburg                                          | 787                         |                                          |
| Margriet | Elburg                                          | 406                         |                                          |
| Trouw; speciaal Veluwe bulletin | Elburg                                          | 833                         |                                          |
| Trouw; Veluwe-uitgeve | Elburg                                          | 834                         |                                          |
| Trouw; speciale uitgave voor de Veluwe | Elburg                                          | 835                         |                                          |
| Eendracht maeckt maght | Enkhuizen                                       | 156                         |                                          |
| Klaroen der bevrijding | Enkhuizen                                       | 293                         |                                          |
| De stem van Radio Oranje | Enkhuizen                                       | 769                         |                                          |
| De stem van strijdend Nederland | Enkhuizen                                       | 770                         |                                          |
| Ongetiteld verzetsblad | Enkhuizen                                       | 1144                        |                                          |
| Onze taak | Enkhuizen                                       | 585                         |                                          |
| Het laatste nieuws | Enkhuizen                                       | 340                         |                                          |
| 'De mare' | Enschede                                        | 404                         |                                          |
| Het vrije volk; sociaal-democratisch orgaan | Enschede                                        | 1047                        |                                          |
| De bedrijfsgemeenschap | Enschede                                        | 46                          |                                          |
| Het Parool; vrij onverveerd | Enschede                                        | 653                         |                                          |
| Ongetiteld verzetsblad | Enschede                                        | 1145                        |                                          |
| Trouw | Enschede                                        | 836                         |                                          |
| Het parool | Etten                                           | 653A                        |                                          |
| De Noordfries | Ferweradeel                                     | 550                         |                                          |
| De koerier; berichtenblad van 'Je Maintiendrai' | Franeker                                        | 304                         |                                          |
| Peper en zout | Geldermalsen                                    | 675                         |                                          |
| Vrijbuiter | Giessendam                                      | 990                         |                                          |
| Kroniek van de maand | Goes                                            | 319                         |                                          |
| Mededeling | Goes                                            | 413                         |                                          |
| Vrij Goes; mededeling van ... | Goes                                            | 964                         |                                          |
| Vrije stemmen uit de Ganzestad | Goes                                            | 1045                        |                                          |
| Ongetiteld verzetsblad | Goes                                            | 1146                        |                                          |
| Nieuwsbulletin | Gorinchem                                       | 530                         |                                          |
| Vrij Nederland; streekuitgave voor Alblasserwaard en Vijfheerenlanden | Gorinchem                                       | 971                         |                                          |
| Klein journaal | Gorssel                                         | 295                         |                                          |
| De kleine kroniek | Gorssel                                         | 298                         |                                          |
| Van dag tot dag | Gorssel                                         | 905                         |                                          |
| Ongetiteld verzetsblad | Gorssel                                         | 1147                        |                                          |
| Op de keper | Gorssel                                         | 590                         |                                          |
| British-news | Gouda                                           | 88                          |                                          |
| De flitspuit | Gouda                                           | 176                         |                                          |
| Hallo! hallo! hier is de flitspuit | Gouda                                           | 222                         |                                          |
| Paraat | Gouda                                           | 642                         |                                          |
| Terreur en willekeur; uitgave der vrije ongecensureerde Nederlandsche pers | Gouda                                           | 805                         |                                          |
| De vrije gedachte | Gouda                                           | 1003                        |                                          |
| De vrije pers; voor Gouda en omstreken | Gouda                                           | 1028                        |                                          |
| Je maintiendrai; speciale uitgave voor Gouda en omgeving | Gouda                                           | 258                         |                                          |
| Trouw; speciale uitgave voor Gouda en omstreken | Gouda                                           | 837                         |                                          |
| Het nieuws van de fronten | Gouda                                           | 499                         |                                          |
| Vrij Nederland | Gouda                                           | 972                         |                                          |
| Trouw; speciale uitgave voor de Alblasserwaard | Gouda                                           | 838                         |                                          |
| Stentor II | Gouda                                           | 776                         |                                          |
| Het laatste nieuws | Gouderak-Moordrecht                             | 341                         |                                          |
| VERA-brieven | Groningen                                       | 909                         |                                          |
| De vertegenwoordigers van alle universiteiten en hogescholen aan de studenten | Groningen                                       | 918                         |                                          |
| Verzet | Groningen                                       | 921                         |                                          |
| De bosgeus | Groningen                                       | 75                          |                                          |
| De waarheid | Groningen-Leeuwarden                            | 1078                        |                                          |
| Je maintiendrai; uitgave voor Groningen en omgeving | Groningen                                       | 261                         |                                          |
| Trouw | Groningen                                       | 840                         |                                          |
| Trouw; uitgave provincie Groningen | Groningen                                       | 841A                        |                                          |
| Vrij Nederland | Groningen                                       | 975                         |                                          |
| De Groninger oranjebode: mededeelingenblad der gezamenlĳke illegale Groninger pers | Groningen                                       |                             |                                          |
| Trouw: deez ellenden gaan volenden, en verpletterd wordt het juk | Groningen                                       |                             |                                          |
| Wording: maandblad van de Vrĳzinnig Lutherse Jongerenkring te Groningen | Groningen                                       |                             |                                          |
| De Zeeuwsche koerier: berichten van de B.B.C. |                                                 |                             |                                          |
| Ongetiteld verzetsblad | Groningen                                       | 1151                        |                                          |
| Ons vrije Nederland | Groningen                                       | 581A                        |                                          |
| De vonk | Groningen                                       | 938A                        |                                          |
| De schijnwerper | Groningen                                       | 732                         |                                          |
| 'Van die scole tho Sunte Meerten' | Groningen                                       | 908                         |                                          |
| De nieuwsbron | Groningen                                       | 524                         |                                          |
| Nieuwsbulletin | Ouderkerk aan de Amstel                         | 535                         |                                          |
| Oranje-bulletin | Groningen                                       | 613                         |                                          |
| Het Parool; speciaal bulletin voor Groningen, Friesland en Drente | Groningen                                       | 656                         |                                          |
| Tegenover de leugen | Groot-Ammers                                    | 799A                        |                                          |
| Telex | Groot-Ammers                                    | 803                         |                                          |
| De dageraad; geallieerd ochtendblad | Haaren                                          | 133                         |                                          |
| 'Anoniem' | Haarlem                                         | 22                          |                                          |
| Alles sal reg kom! | Bloemendaal                                     | 19                          |                                          |
| Aether nieuws | Haarlem                                         | 12                          |                                          |
| B.B.C. Nieuws | Haarlem                                         | 43                          |                                          |
| De bevrijding; dagblad ter verspreiding van het nieuws onder auspiciën der V.I.V. | Haarlem                                         | 68                          |                                          |
| Het bulletin | Haarlem                                         | 94                          |                                          |
| Deutsche Soldatenzeitung fuer die Niederlande | Haarlem                                         | 136                         |                                          |
| D.N.B. | Haarlem                                         | 140                         |                                          |
| Elva | Haarlem                                         | 163                         |                                          |
| Ende dispereert niet: weekblad voor en door Hollands jongeren | Haarlem                                         | 166                         |                                          |
| 'De fluistervink' | Haarlem                                         | 178                         |                                          |
| De Geuzenpost; nieuwsblad voor Haarlem en omstreken; onder auspiciën der V.I.V. | Haarlem                                         | 203                         |                                          |
| Haarlemsche post | Haarlem                                         | 221                         |                                          |
| Headlines news | Haarlem                                         | 224                         |                                          |
| In den storm | Haarlem                                         | 251                         |                                          |
| De kaak | Haarlem                                         | 281                         |                                          |
| De kern | Haarlem                                         | 288                         |                                          |
| Lichtflits | Haarlem                                         | 369                         |                                          |
| The London news | Haarlem-Amsterdam                               | 377                         |                                          |
| De luistervink; Oranje Boven!!; dagelijksche mededelingen voor Haarlem en omstreken | Haarlem                                         | 392                         |                                          |
| Militair overzicht | Haarlem                                         | 424                         |                                          |
| Naar de overwinning | Haarlem                                         | 440                         |                                          |
| Nationale lachblad; onafhankelijke zijtoeng voor die Niederlanden, waarin opgenomen: Dat Rijk, Aangreep en Volk und Vaterland                                                                                | Haarlem                                         | 444                         |                                          |
| Nederland ontwaakt; leven is strijden | Haarlem                                         | 448                         |                                          |
| Nieuws uit bevrijd Nederland | Haarlem                                         | 490                         |                                          |
| Het nieuws van de radio | Haarlem                                         | 505                         |                                          |
| Het nieuws van de maand in vogelvlucht | Haarlem                                         | 503                         |                                          |
| 'De onderduiker' | Haarlem                                         | 561                         |                                          |
| Ons Indië; officieel orgaan der Stichting Vereenigde Indië-Vrijwilligers | Haarlem                                         | 570                         |                                          |
| De oprechte Haarlemmer | Haarlem                                         | 601                         |                                          |
| Pravda | Haarlem                                         | 687                         | Let op: 686 en 687 hebben zelfde titel   |
| 'De snorder' | Haarlem                                         | 745                         |                                          |
| Soldatenpost fuer Holland; Nachrichten herausgegeben von Vrij Nederland | Haarlem                                         | 749                         |                                          |
| De uitkijk; weekblad van illegale strijders | Haarlem                                         | 892                         |                                          |
| De vonk | Haarlem                                         | 939                         |                                          |
| De vrije pers; uitgave onder auspiciën van Vrij Nederland en Het Parool | Haarlem                                         | 1029                        |                                          |
| Wereldnieuws | Haarlem                                         | 1107                        |                                          |
| De vrije Kennemer; bijlage bij De Vonk | Haarlem                                         | 1015A                       |                                          |
| Het laatste nieuws | Haarlem                                         | 342                         |                                          |
| De leugenaar | Haarlem                                         | 363                         |                                          |
| Weekoverzicht | Haarlem of omgeving                             | 1095                        |                                          |
| De vrije pers; algemene documentatie | Haarlem                                         | 1030                        |                                          |
| De geus van 1940 | Haarlem-Vlaardingen                             | 201                         |                                          |
| Geuzenactie | Haarlem                                         | 202                         |                                          |
| Luctor et emergo; 'ik duik onder en kom weer boven' | Amsterdam                                       | 382                         |                                          |
| Je maintiendrai; verkorte uitgave voor Haarlem | Haarlem                                         | 262                         |                                          |
| Trouw-bulletin; Oranje Boven!!; dagelijksche mededeelingen voor Haarlem en omgeving | Haarlem                                         | 842                         |                                          |
| Trouw; speciale uitgave voor Haarlem en omstreken | Haarlem                                         | 843                         |                                          |
| De moker | Haarlem                                         | 431                         |                                          |
| Politiek weekoverzicht | Haarlem of omstreken                            | 681                         |                                          |
| Het front | Haarlem                                         | 181A                        |                                          |
| Je maintiendrai; editie voor Haarlem en omstreken | Haarlem                                         | 263                         |                                          |
| De verrekijker; onafhankelijk periodiek voor Nederland | Dordrecht-Haarlem                               | 916                         |                                          |
| Pravda | Haarlem                                         | 686                         | Let op: 686 en 687 hebben zelfde titel   |
| Het nieuwsbureau | Haarlem                                         | 542                         |                                          |
| Ongetiteld verzetsblad | Haarlem                                         | 1152                        |                                          |
| Ongetiteld verzetsblad | Haarlem                                         | 1153                        |                                          |
| 'Londen-Nieuws' | Gouda-Haastrecht                                | 375                         |                                          |
| Oranje post | Haelen                                          | 626                         |                                          |
| Beknopt nieuwsoverzicht | Hardegarijp                                     | 49A                         |                                          |
| Communiqué van de dag | Harderwijk                                      | 116A                        |                                          |
| De vrĳe Harlinger | Harlingen                                       | 1009                        |                                          |
| De Geus | Harlingen                                       | 200                         |                                          |
| De optimist | De Harskamp                                     | 602                         |                                          |
| Het ware nieuws; voor waarheid en recht | Hattem                                          | 1091                        |                                          |
| D.B.D. | Heel                                            | 135                         |                                          |
| Berichtendienst van de B.B.C. | Heemstede                                       | 60                          |                                          |
| The Dutch Times; nieuwsuitgave van "Vrij Nederland" | Heemstede                                       | 149                         |                                          |
| Katinpers | Heemstede                                       | 287                         |                                          |
| Luctor et emergo; voor vrijheid, waarheid en recht | Heemstede                                       | 384                         |                                          |
| Men fluistert | Heemstede-Aerdenhout                            | 418                         |                                          |
| Middagpost | Heemstede                                       | 423                         |                                          |
| Nieuws-bulletin; met het laatste nieuws van het Westfront | Heemstede                                       | 532                         |                                          |
| De patriot | Heemstede                                       | 670                         |                                          |
| De patriot | Heemstede                                       | 671                         |                                          |
| The Times; nieuwsuitgave van "Vrij Nederland" | Heemstede-Aerdenhout                            | 808                         |                                          |
| Voor vrijheid, waarheid en recht | Heemstede                                       | 953                         |                                          |
| Officieel orgaan 'Driehoek' | Heemstede                                       | 557                         |                                          |
| The secret messenger | Heerde                                          | 734                         |                                          |
| Duikelaartje | Zwolle-Heerde                                   | 146                         |                                          |
| Vrijheid | Heerenveen                                      | 1056                        |                                          |
| De koerier; berichtenblad van 'Je Maintiendrai' | Heerenveen                                      | 306                         |                                          |
| De rattelwacht | Heerenveen (?)                                  | 707                         |                                          |
| De luistervink | Heerhugowaard                                   | 393                         |                                          |
| Trouw; voor Alkmaar en omstreken | Alkmaar-Heerhugowaard                           | 820                         |                                          |
| Trouw; speciale uitgave voor West-Friesland II | Heerhugowaard                                   | 844                         |                                          |
| Het vrije volk | Heerlen                                         | 1048                        |                                          |
| De onderduiker; maandblad voor die Nederlanders, die het gevaar prefereren boven het werken voor de vijand                                                                                                   | Heiloo                                          | 562                         |                                          |
| Telex | Heiloo                                          | 804                         |                                          |
| De vrije krant | Heiloo                                          | 1018                        |                                          |
| Het vrije woord | Zwolle                                          | 1051                        |                                          |
| 'De nieuwsbode'; dagblad voor het bezette Nederlandse gebied | Heiloo                                          | 518                         |                                          |
| Nieuwsberichten | Helmond, Eindhoven                              | 507                         |                                          |
| Weet u dat: | Helmond                                         | 1099                        |                                          |
| Het nieuws van de week | Eindhoven-Helmond                               | 506                         |                                          |
| Het laatste nieuws | Helvoirt                                        | 342A                        |                                          |
| De stiennen man; nasionael bled | Hemrik                                          | 778                         |                                          |
| Trouw | Hemrik                                          | 845                         |                                          |
| De partisaan | Hengelo (Gld)                                   | 667B                        |                                          |
| Radiosurrogaat | Hengelo                                         | 705                         |                                          |
| Strijdend Nederland | Hengelo                                         | 788                         |                                          |
| Het vrije volk; sociaal-democratisch orgaan | Hengelo                                         | 1049                        |                                          |
| De vrije journalist | Hengelo                                         | 1012                        |                                          |
| Ongetiteld verzetsblad | Hengelo                                         | 1154                        |                                          |
| Oranje-bulletin; uitgegeven door samenwerking van de ondergrondse pers | Hengelo                                         | 614                         |                                          |
| De Lingebode | Heukelum                                        | 373                         |                                          |
| De sirene | Heusden                                         | 739                         |                                          |
| Berichten voorziening oorlogstijd BVO | Heythuysen                                      | 63                          |                                          |
| Het laatste nieuws | Hillegersberg                                   | 343                         |                                          |
| Haarlemsche courant; dit nummer verschijnt buiten verantwoordelijkheid van Mees, Peereboom en Derks | Hillegom                                        | 220                         |                                          |
| Lichtstralen | Hillegom                                        | 372                         |                                          |
| De meerbode | Haarlemmermeer                                  | 417                         |                                          |
| Nieuwsblad ten behoeve van de lezers van "Op wacht", voor God-Nederland-Oranje | Hillegom                                        | 513                         |                                          |
| Trouw | Hillegom                                        | 847                         |                                          |
| Trouw; speciale uitgave voor Oost-Noord-Holland | Hillegom                                        | 848                         |                                          |
| Trouw; speciale uitgave voor de duinstreek | Hillegom                                        | 849                         |                                          |
| Achtergrond; over principieele problemen | Hilversum                                       | 6                           |                                          |
| De nieuwsbron | Hilversum                                       | 525                         |                                          |
| De goede Goy; daagelijkse thijdinghe met berigten van alle krijgsbedrijfhen | Hilversum                                       | 212                         |                                          |
| De Gooise koerier; dagelijks nieuwsorgaan van het Oranje-Bulletin voor Hilversum en omgeving | Hilversum                                       | 215                         |                                          |
| Gooise post; de stem van de Gooise activisten van het O.L. van 'Vrij Nederland' | Hilversum                                       | 216                         |                                          |
| De heraut; ik bemin de waarheid en de klaarheid | Hilversum                                       | 226                         |                                          |
| Hooren, zien en zwijgen | Hilversum                                       | 238                         |                                          |
| Hoort, zegt het voort | Hilversum                                       | 239                         |                                          |
| Kaleidoscoop | Hilversum                                       | 283                         |                                          |
| Ons dagelijks nieuwsbulletin | Hilversum                                       | 568                         |                                          |
| Ons verzet; ik val aan, volg mij! / N.V. "V&W" | Hilversum                                       | 580                         |                                          |
| De ster | Hilversum                                       | 777                         |                                          |
| Strijd!; leven is strijden | Hilversum                                       | 784                         |                                          |
| Taifoon | Hilversum                                       | 799                         |                                          |
| Tribune | Hilversum                                       | 816                         |                                          |
| Den vaderlant ghetrouwe | Hilversum                                       | 901                         |                                          |
| V.O.D.; voorlichtingsdienst van 'Je Maintiendrai' | Utrecht-Hilversum                               | 932                         |                                          |
| De zweepslag | Hilversum                                       | 1125                        |                                          |
| Zij van den omroep! | Hilversum                                       | 1129A                       |                                          |
| De vrije Gooi- en Eemlander | Hilversum                                       | 1008                        |                                          |
| Het laatste nieuws | Hilversum                                       | 344                         |                                          |
| 'Luctor et emergo' | Hilversum                                       | 385                         |                                          |
| Ick sal handhaven | Hilversum                                       | 245                         |                                          |
| Contact; uit de botsingen der meningen ontstaat de waarheid | Hilversum                                       | 120                         |                                          |
| Ongetiteld verzetsblad | Hilversum                                       | 1155                        |                                          |
| Je maintiendrai | Het Gooi                                        | 264                         |                                          |
| Je maintiendrai; berichtenblad; uitgave voor het Gooi | Hilversum                                       | 265                         |                                          |
| Verzet | Hilversum                                       | 923                         |                                          |
| Luctor et emergo; ik worstel en kom boven | Nederhorst den Berg                             | 386                         |                                          |
| Oranje-bulletin; uitgegeven door de gezamenlijke illegale pers | Hilversum                                       | 615                         |                                          |
| Trouw-bulletin; Oranje boven | Hilversum                                       | 850                         |                                          |
| Trouw; speciale uitgave voor het Gooi | Hilversum                                       | 851                         |                                          |
| Voor waarheid, vrijheid en recht | Hindeloopen                                     | 957                         |                                          |
| De roskam; voor God, koningin en vaderland, voor vrijheid, waarheid en recht | Hintham                                         | 724                         |                                          |
| Voor God, koningin en vaderland; voor vrijheid, waarheid en recht | Hintham                                         | 948                         |                                          |
| Ongetiteld verzetsblad | Hollandsche Rading                              | 1156                        |                                          |
| Het nieuws | Honselersdijk                                   | 485                         |                                          |
| De kleine stem | Hoogland-Amersfoort                             | 301                         |                                          |
| De gazette | Hoorn of omgeving                               | 192                         |                                          |
| Spitfire | Hoorn                                           | 756                         |                                          |
| De Zuiderzeebode | Hoorn                                           | 1121                        |                                          |
| De waarheid | Hoorn                                           | 1086                        |                                          |
| Trouw; 'Wat het getij ook doet, houdt goeden moed' | Hoorn-Enkhuizen                                 | 853                         |                                          |
| Vrij Nederland; nieuw bulletin voor West-Friesland | Hoorn                                           | 977                         |                                          |
| O.Z.O.; Oranje zal overwinnen | Hoornaar-Giessendam-Hardinxveld                 | 634                         |                                          |
| De nieuwe tijd | Horn                                            | 476A                        |                                          |
| Trouw-bulletin | IJmuiden                                        | 874                         |                                          |
| De vrije pers | IJsselmonde                                     | 1033A                       |                                          |
| Christofoor | IJsselstein                                     | 109                         |                                          |
| BBC-Nine O'Clock News | Utrecht-Jutphaas                                | 44                          |                                          |
| 'Het laatste nieuws' | Kaatsheuvel                                     | 345                         |                                          |
| Das freie Wort; nur der darf von Freiheit sprechen, der den Mut hat gegen ihre Feinde zu kämpfen | Kampen                                          | 180                         |                                          |
| Strijdend Nederland; het contact met de vrije wereld | Kampen                                          | 789                         |                                          |
| De vakbeweging; orgaan voor vrije moderne vakbeweging in Nederland | Epe-Kampen                                      | 903                         |                                          |
| God zal het doen gelukken | Kampen                                          | 210                         |                                          |
| De prins; het maandblad voor de jeugd van Herrijzend Nederland | Kampen                                          | 688                         |                                          |
| Het baken | Katwijk                                         | 36                          |                                          |
| Nederland en Oranje | Klundert                                        | 450                         |                                          |
| Het 3-voudig snoer | Klundert                                        | 143                         |                                          |
| B.B.C. Nieuws | Kootwijk                                        | 41                          |                                          |
| Prins Bernhardbode | Kortenhoef                                      | 689                         |                                          |
| Mededeelingen; Wat worter meer gelieft? | Kruiningen                                      |                             |                                          |
| Ongetiteld verzetsblad | Lage Vuursche                                   | 1157                        |                                          |
| Trouw | Landsmeer                                       | 854                         |                                          |
| Het avondnieuws | Laren                                           | 26                          |                                          |
| Berichte des Soldatensenders West | Laren                                           | 52                          |                                          |
| Van hand tot hand | Laren                                           | 906                         |                                          |
| Vrij Nederland; uitgave in het moederland | Laren-Blaricum-Eemnes                           | 978                         |                                          |
| Ons vaderland; het blad van en voor vrije Nederlanders | Laren-Blaricum                                  | 579                         |                                          |
| 'Het morgennieuws' | Laren-Blaricum-Eemnes                           | 434                         |                                          |
| De voorlichter | Leerdam                                         | 959                         |                                          |
| Nieuws-bulletin | Leerdam                                         | 532A                        |                                          |
| De Aanval | Leersum                                         |                             |                                          |
| Het Aambeeld: het katholiek weekorgaan | Leeuwarden                                      | 1                           |                                          |
| De V 3 | Leeuwarden                                      | 895                         |                                          |
| Het baken | Leeuwarden                                      | 37                          |                                          |
| De eindstrijd | Leeuwarden                                      | 161                         |                                          |
| Friesche courant | Leeuwarden                                      | 181                         |                                          |
| Fryslân oerein / verzorgd door de gezamenlijke illegale pers | Leeuwarden                                      | 189                         |                                          |
| De laatste 24 uur | Leeuwarden                                      | 356                         |                                          |
| Nederland herrijst; fighting-spirit | Leeuwarden                                      | 446                         |                                          |
| De nieuwe koerier | Leeuwarden                                      | 473                         |                                          |
| Noorderlicht | Groningen-Leeuwarden                            | 549                         |                                          |
| Podium; literair maandblad | Leeuwarden                                      | 679                         |                                          |
| Rondschrijven van den Commandant der Oranjebrigade | Leeuwarden                                      | 721                         |                                          |
| De koerier; berichtenblad van 'Je Maintiendrai' | Leeuwarden                                      | 307                         |                                          |
| ????? | Leeuwarden                                      | 1131                        |                                          |
| De naprater | Leiden                                          | 442                         |                                          |
| De Eendracht: in samenwerking met Christofoor | Leeuwarden                                      |                             |                                          |
| Fryslân oranje | Leeuwarden                                      | 190                         |                                          |
| Je maintiendrai; uitgave voor Noord-Nederland | Leeuwarden                                      | 266                         |                                          |
| Trouw | Leeuwarden                                      | 855                         |                                          |
| Vrij Nederland | Bergum-Koudum-Leeuwarden                        | 970                         |                                          |
| Bericht nr. 1 (2, enz.) | Leiden                                          | 51                          |                                          |
| De bevrijding; weekblad uitgegeven door de Indonesische Vereniging Perhimpoenan Indonesia | Leiden                                          | 69                          |                                          |
| Bulletin no. 1 | Leiden                                          | 102                         |                                          |
| Het dagelijks nieuws | Leiden                                          | 127                         |                                          |
| Freie Presse; deutsche Ausgabe für die Wehrmacht | Leiden                                          | 179                         |                                          |
| The home service | Leiden                                          | 237                         |                                          |
| Ik zal handhaven | Leiden                                          | 248                         |                                          |
| Het invasie-nieuws | Leiden                                          | 253                         |                                          |
| Het journaal | Leiden                                          | 279                         |                                          |
| Kroniek van de week; vriheyt en is om gheen gelt te coop | Leiden                                          | 326                         |                                          |
| De Leidsche brief | Leiden                                          | 360                         |                                          |
| De mare; periodiek van het voormalige nieuwsbulletin "The Home Service" | Leiden                                          | 405                         |                                          |
| Het nieuwe rijk; uitgegeven door de Kroniek van de week en De Bevrijding | Leiden                                          | 476                         |                                          |
| Parool-nieuws | Leiden                                          | 665                         |                                          |
| Radionieuws; in samenwerking met Het Parool | Leiden                                          | 699                         |                                          |
| Richtlijnen voor de M-groep | Leiden                                          | 715                         |                                          |
| Strijdend Nederland; men rekent de uitslag niet, doch telt het doel alleen | Leiden                                          | 790                         |                                          |
| 'This is London calling' | Leiden                                          | 806                         |                                          |
| Toekomst | Leiden                                          | 812                         |                                          |
| Vrije pers; voor Leiden en omstreken | Leiden                                          | 1031                        |                                          |
| Vrije stemmen | Leiden                                          | 1043                        |                                          |
| De vrijheid | Leiden                                          | 1057                        |                                          |
| Marx-Lenin-Luxemburgfront | Leiden                                          | 409                         |                                          |
| L.B.D. | Leiden                                          |                             |                                          |
| Strĳd : uitgave van de Socialistische jeugdbeweging | Leiden                                          |                             |                                          |
| Bulletin | Leiden                                          | 95                          |                                          |
| De vonk | Leiden                                          | 939A                        |                                          |
| Het laatste nieuws in het kort | Leiden                                          | 352                         |                                          |
| Het laatste nieuws; uitgave 'De Vrijheid' | Leiden                                          | 352A                        |                                          |
| Oranje-bulletin; uitgave voor Leiden en omstreken | Leiden                                          | 616                         |                                          |
| Het Parool; speciaal Leidsch bulletin (nieuwsblad) | Leiden                                          | 657                         |                                          |
| Trouw; editie voor Leiden en omstreken | Leiden                                          | 856                         |                                          |
| De duikhoek | Lemmer                                          | 147                         |                                          |
| Ongetiteld verzetsblad | Loenen aan de Vecht                             | 1158                        |                                          |
| Courage | Loosdrecht                                      | 124A                        |                                          |
| De radiokrant | Lunteren                                        | 696                         |                                          |
| De vrijbuiter | Maarn                                           | 991                         |                                          |
| Bulletin | Maartensdijk                                    | 96                          |                                          |
| Moed en vertrouwen | Maasbree                                        | 430                         |                                          |
| Het laatste nieuws; verschijnt in geheel Zuid-Holland | Maassluis                                       | 346                         |                                          |
| Overtocht; communicatiemiddel voor kunst en wetenschap | Maastricht                                      | 630                         |                                          |
| De patriot | Maastricht                                      | 672                         |                                          |
| Oranje koerier | Maastricht                                      | 623                         |                                          |
| De patriot; nieuwsbulletin uit Londen | Maastricht                                      | 673                         |                                          |
| 'Stormvogel' | Makkum                                          | 780                         |                                          |
| De vrije stem | Medemblik                                       | 1040                        |                                          |
| De vrije pers; orgaan van de 'verzetsgroep Meppel' | Meppel                                          | 1032                        |                                          |
| Vrĳ Nederland | Meppel                                          |                             |                                          |
| Trouw | Meppel-Amsterdam                                | 857                         |                                          |
| Oranje-bode | Meppel                                          | 606                         |                                          |
| Kroniek van de week; vriheyt en is om gheen gelt te coop | Middelburg                                      | 328                         |                                          |
| De Vrĳheid: periodiek voor Zeeland | Middelburg                                      |                             |                                          |
| Ongetiteld verzetsblad | Middelburg                                      | 1159                        |                                          |
| Ongetiteld verzetsblad | Wieringermeer (Middenmeer)                      | 1173                        |                                          |
| Trouw; uitgave voor de Wieringermeer | Middenmeer                                      | 858                         |                                          |
| De lichtstraal | Monster                                         | 371                         |                                          |
| De horizon | Gouderak-Moordrecht                             | 240                         |                                          |
| Het laatste nieuws | Gouderak-Moordrecht                             | 341                         |                                          |
| Nieuws-bulletin | Muiderberg                                      | 533                         |                                          |
| Het nieuwsbulletin | Naaldwijk                                       | 534                         |                                          |
| Vrij-Nederland bulletin | Naarden-Bussum                                  | 979                         |                                          |
| Het Parool; speciaal bulletin | Naarden-Bussum                                  | 660                         |                                          |
| Vrij Nederland; Gooi-editie | Naarden-Bussum                                  | 980                         |                                          |
| Luctor et emergo | Nieuw-Amsterdam                                 | 387                         |                                          |
| De bazuinstoot | Nieuwheten                                      | 38                          |                                          |
| De vrije bazuin | Nieuwheten                                      | 1000                        |                                          |
| Luctor et emergo | Nieuw-Leusen                                    | 388                         |                                          |
| De vrijbuiter | Nieuw-Vennep                                    | 992                         |                                          |
| De vrije wereld; wekelijksche uitgave van De PATRIOT | Nieuw-Vennep                                    | 1049A                       |                                          |
| De duikelaar; weekblad voor onderduikers | Nieuwlande                                      | 145                         |                                          |
| Ongetiteld verzetsblad | Nieuwlande                                      | 1160                        |                                          |
| Trouw; speciale uitgave voor de NO-hoek van Zuid-Holland | Nieuwveen                                       | 860                         |                                          |
| Verzet; orgaan voor de nationale bevrijding | Haarlem-Apeldoorn-Nijkerk                       | 922                         |                                          |
| Het laatste nieuws | Nijkerk                                         | 347                         |                                          |
| De Kievit: voor Nĳkerk en omstr. | Nijkerk                                         |                             |                                          |
| De Engelse zender; nevenuitgave van de Kroniek van de week | Nijmegen                                        | 168                         |                                          |
| Kroniek van de week; vriheyt en is om gheen gelt te coop | Nijmegen                                        | 329                         |                                          |
| Christofoor | IJsselstein                                     | 109                         |                                          |
| Guerilla Scout | Nijmegen                                        | 218                         |                                          |
| Katholiek kompas | Arnhem-Nijmegen                                 | 286                         |                                          |
| De maasbode; God en mijn recht | Arnhem-Nijmegen                                 | 400                         |                                          |
| Ongetiteld verzetsblad | Nijmegen                                        | 1161                        |                                          |
| De vrĳe cronyck; onafhankelĳk dagblad | Noordwijk                                       | 1002                        |                                          |
| Radio-expresse | Oegstgeest                                      | 695                         |                                          |
| Oranjekoerier | Lisse-Oegstgeest                                | 622                         |                                          |
| Het Parool; speciaal bulletin voor Leiden's omgeving | Oegstgeest                                      | 658                         |                                          |
| Het Parool; speciaal bulletin voor Leiden's omgeving over gebeurtenissen in Nederland | Oegstgeest                                      | 659                         |                                          |
| De berichtgever | Ommen                                           | 65                          |                                          |
| 'De zwarte omroep'; sub tuum praesidium | Oosterbeek                                      | 1124                        |                                          |
| De vrije stem | Oosterhout                                      | 1041                        |                                          |
| Trouw; speciale uitgave voor Waterland | Oostzaan-Edam                                   | 861                         |                                          |
| De verkenner; lijfblad voor verkenners die trouw bleven!! | Oss                                             | 914                         |                                          |
| De sirene | Oss                                             | 740                         |                                          |
| De koerier; streekblad voor de Hoeksche Waard e.o. | Oud-Beijerland                                  | 308                         |                                          |
| Je maintiendrai | Nieuwe en Oude Niedorp                          | 267                         |                                          |
| Mededelingen en nieuwsberichten | Oude Wetering                                   | 414                         |                                          |
| De wachter | Oudega                                          | 1089                        |                                          |
| Kristal-bulletin | Ouderkerk aan de Amstel                         | 317                         |                                          |
| Nederland strijdt door! | Ouderkerk aan de Amstel                         | 452                         |                                          |
| Ons noodrantsoen; het laatste nieuws voor strijdend Nederland | Ouderkerk aan de Amstel                         | 573                         |                                          |
| Het laatste nieuws voor strijdend Nederland | Ouderkerk aan de Amstel                         | 353                         |                                          |
| De zwerver | Oudesluis-Breezand                              | 1126                        |                                          |
| Vrij en onverveerd | Overveen                                        | 988                         |                                          |
| Vrijbuiter | Overveen                                        | 994                         |                                          |
| Neerlands jeugd staat pal | Overveen                                        | 464                         |                                          |
| Het laatste nieuws | Overveen                                        | 348                         |                                          |
| Het juiste nieuws | Poeldijk                                        | 280                         |                                          |
| Nederland en Oranje | Benschop-Polsbroek                              | 449                         |                                          |
| Neerland zal herrijzen | Benschop-Polsbroek                              | 463                         |                                          |
| De Kieuwelander | Poortugaal                                      | 291                         |                                          |
| Nieuwsbulletin | Purmerend                                       | 536                         |                                          |
| Vrijbuiter | Purmerend                                       | 995                         |                                          |
| De strijd in ons vaderland | Purmerend                                       | 786                         |                                          |
| Vrij Nederland; nieuwsbulletin voor Noord Noord-Holland | Purmerend                                       | 981                         |                                          |
| Vrij Nederland; nieuwsbulletin voor Midden Noord-Holland | Purmerend                                       | 982                         |                                          |
| Afgeluisterd | Putte                                           | 14                          |                                          |
| De vrije stem | Raalte                                          | 1042                        |                                          |
| Nieuwsblad voor Midden-Salland | Raalte                                          | 514                         |                                          |
| Oranje | Rhoon                                           | 603                         |                                          |
| Kroniek van de week; vriheyt en is om gheen gelt te coop | Rijnsburg                                       | 331                         |                                          |
| Trouw-bulletin | Rijsoord-Bolnes                                 | 865                         |                                          |
| Het belangrijkste nieuws | Rijswijk                                        | 50                          |                                          |
| Bulletin | Rijswijk                                        | 99                          |                                          |
| Berichten voorziening oorlogstijd BVO | Roermond                                        | 64                          |                                          |
| De postduif | Roermond                                        | 684                         |                                          |
| Berichtenblad voor de vakbeweging N.V.V. | Rotterdam                                       | 58                          |                                          |
| De pionier | Rotterdam                                       | 676B                        |                                          |
| De rode october: orgaan van het Comité van Revolutionnaire Marxisten | Rotterdam                                       | 717                         |                                          |
| De bevrijding | Rotterdam                                       | 70                          |                                          |
| Bulletin | Rotterdam                                       | 97                          |                                          |
| Dagelijks verschijnend berichtenblad | Rotterdam                                       | 129                         |                                          |
| Dispereert niet! | Rotterdam                                       | 137                         |                                          |
| Het getij; veertiendaags orgaan der socialistische jeugdbeweging | Rotterdam                                       | 198                         |                                          |
| De klapekster; orgaan der V.N.V. | Rotterdam                                       | 292                         |                                          |
| Het kompas | Rotterdam                                       | 312                         |                                          |
| Kroniek van de week; vriheyt en is om gheen gelt te coop | Rotterdam                                       | 330                         |                                          |
| De moderne staat | Rotterdam                                       | 428                         |                                          |
| De moderne staat; orgaan voor de wederopbouw in groot verband van volk en staat | Rotterdam                                       | 429                         |                                          |
| N.B.S.; voor vaderland en vorstenhuis | Rotterdam                                       | 445                         |                                          |
| De Nederlander | Rotterdam                                       | 457                         |                                          |
| Nieuws van het Oostfront | Rotterdam                                       | 504                         |                                          |
| Nieuwsblad van "Ons vrije Nederland" | Rotterdam                                       | 515                         |                                          |
| Ons kompas | Rotterdam                                       | 571                         |                                          |
| Ons vrije Nederland; voortzetting van Geïllustreerd Vrij Nederland | Rotterdam                                       | 582                         |                                          |
| Op wacht; dagelijks nieuws, verschijnt in Rotterdam en omstreken | Rotterdam                                       | 594                         |                                          |
| De patriot | Rotterdam                                       | 674                         |                                          |
| De vonk | Rotterdam                                       | 940                         |                                          |
| De vonk | Rotterdam, Zuid-Holland                         | 942                         |                                          |
| Voor vrijheid en victorie van vorstenhuis en vaderland | Rotterdam                                       | 952                         |                                          |
| De vrijbuiter | Rotterdam                                       | 996                         |                                          |
| Vrije gedachten; sociaal-democratisch orgaan voor Rotterdam en omstreken | Rotterdam                                       | 1005                        |                                          |
| De vuurpijl; het weekblad voor werkend Nederland | Rotterdam                                       | 1067                        |                                          |
| De vijfde colonne | Rotterdam                                       | 1069                        |                                          |
| De wacht | Rotterdam                                       | 1088                        |                                          |
| De vrije pers | Rotterdam                                       | 1033                        |                                          |
| De waarheid | Rotterdam                                       | 1079                        |                                          |
| Je maintiendrai; verkorte uitgave voor Rotterdam en omstreken | Rotterdam                                       | 267A                        |                                          |
| De metaalbewerker | Rotterdam                                       | 420                         |                                          |
| De schakel | Rotterdam                                       | 727                         |                                          |
| Ongetiteld verzetsblad | Rotterdam                                       | 1163                        |                                          |
| De Rotterdamsche post; geïllustreerd maandblad voor het bezette Nederlandsche gebied | Rotterdam                                       | 725                         |                                          |
| Parool-post | Rotterdam                                       | 667A                        |                                          |
| De bedrijfsraad | Rotterdam                                       | 49                          |                                          |
| De communist | Rotterdam                                       | 117                         |                                          |
| Paraat; speciale editie voor Rotterdam en omstreken | Rotterdam                                       | 644                         |                                          |
| Het Parool; extra editie voor Rotterdam en omstreken | Rotterdam                                       | 661                         |                                          |
| Het Parool; driemaal wekelijks verschijnend bulletin voor Rotterdam en omgeving | Rotterdam                                       | 662                         |                                          |
| Spot en satire | Rotterdam                                       | 757                         |                                          |
| Trouw; speciale uitgave voor Rotterdam en omstreken | Rotterdam                                       | 862                         | Let op: 862 en 863 hebben zelfde titel   |
| Trouw; speciale uitgave voor Rotterdam en omstreken | Rotterdam                                       | 863                         | Let op: 862 en 863 hebben zelfde titel   |
| Vrij Nederland | Rotterdam                                       | 983                         |                                          |
| Vrij Nederland; orgaan ten behoeve van de zuiver Nederlandsche gedachte; van vreemde smetten vrij | Rotterdam                                       | 984                         |                                          |
| Ongetiteld verzetsblad | Rotterdam                                       | 1162                        |                                          |
| Ongetiteld verzetsblad | Rotterdam                                       | 1164                        |                                          |
| Avondpost; orgaan van de V.G. | Rotterdam-Kralingen                             | 27                          |                                          |
| B.C. Nieuws | Santpoort                                       | 45                          |                                          |
| De morgenpost | Sassenheim                                      | 435                         |                                          |
| Hilversum III | Noordwijk-Hillegom-Sassenheim                   | 234                         |                                          |
| De vrije Schager | Schagen                                         | 1036                        |                                          |
| Aan den dijk | Schagen                                         | 2                           |                                          |
| Het nieuws | Schagen                                         | 486                         |                                          |
| Trouw; speciale uitgave voor Noordhollands Noorderkwartier | Schagen                                         | 866                         |                                          |
| Contact | Schermerhorn                                    | 122                         |                                          |
| Ongetiteld verzetsblad | Schermerhorn                                    | 1165                        |                                          |
| Frontnieuws | Scherpenzeel                                    | 185                         |                                          |
| Frontnieuws | Veenendaal-Scherpenzeel                         | 187                         |                                          |
| De eendracht; Concordia res parvae crescunt | Ede-Lunteren-Scherpenzeel                       | 153                         |                                          |
| Revantire | Scheveningen                                    | 711                         |                                          |
| De Oranjekrant | Scheveningen                                    | 623A                        |                                          |
| Vrije stemmen; voor koningin en vaderland | Schiedam                                        | 1044                        |                                          |
| Ongetiteld verzetsblad | Schiedam                                        | 1166                        |                                          |
| Den vaderlant ghetrouwe | Schiedam (?)                                    | 901A                        |                                          |
| Bulletin | Schiedam                                        | 99A                         |                                          |
| De N.O. | Schiedam                                        | 548                         |                                          |
| De notedop |                                                 | 553                         |                                          |
| De mol; Schipluids ondergronds dagblad | Schipluiden                                     | 431A                        |                                          |
| Schoonhovensche courant | Schoonhoven                                     | 731                         |                                          |
| Vrije nieuws centrale | Schoorl                                         | 1021                        |                                          |
| Brief uit de woestijn | Leeuwarden-St. Anna Parochie                    | 82                          |                                          |
| 'Knoop in je oor!' | Leeuwarden-St. Anna Parochie                    | 302                         |                                          |
| Contact | Leeuwarden-St. Anna Parochie                    | 121                         |                                          |
| De verslaggever van "ons vrije Nederland" | St. Nicolaasga                                  | 917                         |                                          |
| Eendracht maakt macht | St. Pancras                                     | 154                         |                                          |
| In het houten paard van Troje | St. Pancras                                     |                             |                                          |
| Ik zal handhaven | Slagharen                                       | 249                         |                                          |
| Frontnieuws | Sneek-Balk                                      | 186                         |                                          |
| De baenfager | Sneek (?)                                       | 34                          |                                          |
| Trouw-bulletin; speciale Friese uitgave | Sneek                                           | 867                         |                                          |
| B.B.C.-nieuws; uitgave van bet bijkantoor der British Broadcasting Corporation | Sneek-Workum                                    | 42                          |                                          |
| Ongetiteld verzetsblad | Soest                                           | 1167                        |                                          |
| De waarheid | Sommelsdijk                                     | 1081                        |                                          |
| Trouw | Souburg                                         | 868                         |                                          |
| Vrij Nederland; nieuwsbulletin | Spanbroek-Zuidermeer                            | 985                         |                                          |
| Steenbergsche bus-courant | Steenbergen                                     | 762                         |                                          |
| Oorlogs-journaal | Steenbergen                                     | 587                         |                                          |
| Ongetiteld verzetsblad | Stompetoren                                     | 1168                        |                                          |
| Roland | Stroobos                                        | 719                         |                                          |
| Het snoekje | Tegelen                                         | 744                         |                                          |
| Victorie | Ter Aar                                         | 925                         |                                          |
| Brabantsche studentenbrieven | Tilburg                                         | 78                          |                                          |
| Berichten van de GPD (Geallieerde Persdienst) | Tilburg                                         | 54                          |                                          |
| Geallieerde Persdienst | Tilburg                                         | 194                         |                                          |
| De laatste vuurproef | Tilburg                                         | 357                         |                                          |
| Vrede-vrijheid | Tilburg                                         | 962                         |                                          |
| Het gastmaal; orgaan voor ondergedoken en gedeporteerde studenten | Tilburg-Utrecht                                 | 191                         |                                          |
| De nieuwsbode | Tilburg                                         | 519                         |                                          |
| De stem; voor God, koningin en vaderland | Tilburg-Bergen op Zoom                          | 764                         |                                          |
| Trouw; speciale wekelijksche nieuwsuitgave | Groningen-Uithuizen-Buitenpost-Westpolder-Leens | 841                         |                                          |
| Ad interim: tijdschrift voor letterkunde | Utrecht                                         | 8                           |                                          |
| De baanbreker | Utrecht                                         | 31                          |                                          |
| Actualiteiten | Utrecht                                         | 7                           |                                          |
| Bulletin | Utrecht                                         | 100                         |                                          |
| Ick waeck; orgaan van de vrije pers | Utrecht                                         | 246                         |                                          |
| Die Letzte Chance!; Organ der Deutschen Widerstandsbewegung | Utrecht                                         | 362                         |                                          |
| The London daily gazette | Utrecht                                         | 376                         |                                          |
| De nieuwsbode; orgaan van de vrije pers | Utrecht-Amsterdam                               | 520                         |                                          |
| De nieuwsbode; orgaan van de vrije pers | Utrecht                                         | 521                         |                                          |
| Slaet op den trommele | Utrecht                                         | 741                         |                                          |
| Sol justitiae; het Utrechts studentenblad | Utrecht                                         | 748                         |                                          |
| 't Stekeltje | Utrecht                                         | 763                         |                                          |
| The sunday times | Utrecht (?)                                     | 797                         |                                          |
| De uilenspiegel der Utrechtsche studenten | Utrecht                                         | 889                         |                                          |
| V.O.D.O.C. | Utrecht                                         | 934                         |                                          |
| De vonk | Utrecht                                         | 941                         |                                          |
| Voor God en den koning | Utrecht                                         | 946                         |                                          |
| De vrijheidsvaan | Utrecht                                         | 1065                        |                                          |
| Het ware nieuws | Utrecht                                         | 1092                        |                                          |
| Je maintiendrai | Amsterdam-Utrecht                               | 270                         |                                          |
| Lichting; litterair maandblad van de jongeren | Amsterdam-Utrecht                               | 370                         |                                          |
| De vrije nieuws centrale | Utrecht                                         | 1022                        |                                          |
| 'De wegwijzer' | Amsterdam                                       | 1100                        |                                          |
| Christofoor en Je maintiendrai; berichtenblad |                                                 | 112                         |                                          |
| Geïllustreerd Vrij Nederland | IJsselmonde-Utrecht                             | 196                         |                                          |
| De waarheid | Utrecht                                         | 1082                        |                                          |
| Je maintiendrai; berichtenblad | Utrecht                                         | 268                         |                                          |
| Je maintiendrai; Utrechtsche uitgave | Utrecht                                         | 269                         |                                          |
| 'Mijn schild ende betrouwen'; Oranje-nieuws vóór en dóór blind Nederland | Utrecht                                         | 438                         |                                          |
| De baanbreker; sociaal-democratisch orgaan | Utrecht                                         | 32                          |                                          |
| Invasienummer | Utrecht                                         |                             |                                          |
| Economisch nieuws | Utrecht                                         | 150                         |                                          |
| Mededelingen | Utrecht (?)                                     | 413A                        |                                          |
| Ons vrije Nederland | Utrecht                                         | 583                         |                                          |
| Oranje-bulletin; met medewerking van De Geus, Ons Volk, Het Parool, Vrij Nederland, Je Maintiendrai, Voor God en den koning, De Waarheid, Trouw, Ons Vrije Nederland, De Nieuwsbode en Slaet op den Trommele | Utrecht                                         | 617                         |                                          |
| Parade der profeten | Amsterdam-Utrecht                               | 645                         |                                          |
| Het parool; editie voor Utrecht en omstreken | Utrecht                                         | 663                         |                                          |
| De stem | Utrecht                                         | 765                         |                                          |
| Trouw; speciale Utrechtsche uitgave te Eem en Maarsseveen | Utrecht                                         | 852                         |                                          |
| Trouw | Utrecht                                         | 869                         |                                          |
| Trouw; speciale Utrechtsche uitgave | Utrecht                                         | 870                         |                                          |
| Trouw-flitsen; speciale Utrechtsche uitgave | Utrecht                                         | 871                         |                                          |
| Trouw; speciaal bulletin-uitgave voor Veluwerand en Utrecht ten Zuiden | Utrecht(?)                                      | 872                         |                                          |
| Trouw; speciale uitgave voor N.W. Utrecht | Utrecht(?)                                      | 873                         |                                          |
| Vrij Nederland; editie voor Utrecht, West-Veluwe, Betuwe en Rijnland | Utrecht                                         | 986                         |                                          |
| Allerlei | Utrecht                                         | 15                          |                                          |
| Ongetiteld verzetsblad | Utrecht                                         | 1169A                       |                                          |
| Ongetiteld verzetsblad | Utrecht                                         | 1169                        |                                          |
| De krant; het opregte huysorgaan | Utrecht-Tuindorp                                | 315                         |                                          |
| De partisaan; het nieuws uit de aether, vrij van geleuter | Utrecht-Tuindorp                                | 668                         |                                          |
| De aetherpost | Utrecht-Zuilen                                  | 13                          |                                          |
| De vluchteling in zijn schuilplaats | Varsseveld                                      | 929                         |                                          |
| De waarheid | Arnhem-Veenendaal                               | 1073                        |                                          |
| Ongetiteld verzetsblad | Velp                                            | 1170                        |                                          |
| De vrije pers; orgaan ter voorlichting van het Nederlandsche volk | Amsterdam-Velsen                                | 1025                        |                                          |
| Oranje-hagel | Venlo                                           | 621                         |                                          |
| De zwijger | Venray                                          | 1127                        |                                          |
| De luistervink | Uithoorn-Baambrugge-Vinkeveen                   | 394                         |                                          |
| Ick waeck; waarin opgenomen Het vrije woord | Vlaardingen                                     | 247                         |                                          |
| De luistervink; en toch draait zij | Vlaardingen                                     | 395                         |                                          |
| 'Nieuwsbulletin' | Vlaardingen                                     | 537                         |                                          |
| De volhouder | Vlaardingen                                     | 935                         |                                          |
| Het vrije woord | Vlaardingen                                     | 1050                        |                                          |
| Waakt | Vlaardingen                                     | 1070                        |                                          |
| Trouw; speciale uitgave Rechter Maasoever | Rotterdam-Noord (Vlaardingen)                   | 864                         |                                          |
| Overzicht der nieuwsberichten | Vlissingen                                      | 631                         |                                          |
| Strijdend Nederland | Vollenhove                                      | 791                         |                                          |
| De duikhoek | Lemmer                                          | 147                         |                                          |
| Aethernieuws | Voorburg                                        | 11                          |                                          |
| Elf uur | Voorburg                                        | 162                         |                                          |
| 'De morgenpost' | Voorburg                                        | 436                         |                                          |
| Nederland en Oranje | Voorburg                                        | 451                         |                                          |
| Pamphlet | Voorburg                                        | 638                         |                                          |
| Stijl; maandschrift der officieuze sociëteit gewijd aan kunst en wetenschap / red.: Peter de Raedt ... et al.                                                                                                | Voorburg                                        | 795                         |                                          |
| Den vaderlant ghetrouwe; op de bres voor herstel en vernieuwing | Voorburg-Leidschendam                           | 902                         |                                          |
| De vossenburcht | Voorburg                                        | 961                         |                                          |
| De vuurtoren | Voorburg                                        | 1068                        |                                          |
| Het zaterdagavondblad | Voorburg                                        | 1118                        |                                          |
| Het nieuwsblad | Voorburg                                        | 511                         |                                          |
| De Vlietstreek; dagblad voor Voorburg, Leidschendam en Stompwijk | Voorburg-Leidschendam                           | 927                         |                                          |
| Nieuwsdienst Oranje | Voorburg                                        | 544                         |                                          |
| Victorie | Voorst-Klarenbeek                               | 926                         |                                          |
| Cereales vadenses | Wageningen                                      | 106                         |                                          |
| Ongetiteld verzetsblad | Wageningen                                      | 1171                        |                                          |
| Ongetiteld verzetsblad | Wageningen                                      | 1172                        |                                          |
| Voor de vrijheid | Wanssum                                         | 951A                        |                                          |
| De koerier; mededelingenblad voor 'Je Maintiendrai' | Warga                                           | 309                         |                                          |
| Kroniek van de week; vriheyt en is om gheen gelt te coop | Wassenaar                                       | 333                         |                                          |
| De morgenpost met het laatste nieuws | Wassenaar                                       | 437                         |                                          |
| Nieuwsbulletin / uitg. door Vrij Nederland | Wassenaar                                       | 540                         |                                          |
| Vrij Wassenaar | Wassenaar                                       | 989A                        |                                          |
| Ende dispereert niet | Wateringen                                      | 167                         |                                          |
| Het laatste nieuws | Wateringen                                      | 349                         |                                          |
| De zwijger | Weesp                                           | 1128                        |                                          |
| De goede bron; nieuwsblad voor Amstelland en de Vechtstreek | Muiden-Weesp                                    | 211                         |                                          |
| De nieuwspomp | Wervershoof                                     | 546                         |                                          |
| De vrijheidsstem | Wijdenes                                        | 1064                        |                                          |
| 't Kan verkeeren; geschrift voor allen, die in vrede en vrijheid wenschen te leven | Achterhoek                                      | 284                         |                                          |
| Het bulletin | Winterswijk                                     | 101                         |                                          |
| Radio Londen; voor koningin en vaderland, waarheid en recht | Wissekerke                                      | 698                         |                                          |
| Het nieuws van den dag; voor koningin en vaderland; voor waarheid, vrijheid en recht | Wissekerke                                      | 495                         |                                          |
| De stroomloze | Woerden                                         | 782                         |                                          |
| Voor God en koning | Woerden                                         | 947                         |                                          |
| Ongetiteld verzetsblad | Woerden                                         | 1174                        |                                          |
| De koerier; berichtenblad voor 'Je Maintiendrai' | Wolvega                                         | 310                         |                                          |
| De jonge stem; orgaan der samenwerkende jeugdgroeperingen | Wormerveer                                      | 278                         |                                          |
| De libertijn | Wormerveer                                      | 367                         |                                          |
| 't Libertijntje | Wormerveer                                      | 368                         |                                          |
| Het nieuwe Europa; periodiek voor buitenlandse politiek | Wormerveer                                      | 469                         |                                          |
| Je maintiendrai; verkorte editie voor Noord-Holland | Wormerveer                                      | 272                         |                                          |
| Je maintiendrai; berichtenblad voor Noord-Holland | Wormerveer                                      | 271                         |                                          |
| De luistervink; nieuws van alle fronten | Zaandam                                         | 396                         |                                          |
| Nederland herrijst; 't laatste nieuws | Zaandam                                         | 447                         |                                          |
| De ploeg; orgaan van Democratisch Socialistische Jongeren | Zaandam                                         | 678                         |                                          |
| Strijd; gemeenschappelijk nieuwsbulletin van Je maintiendrai, De luistervink, Radio-Press, Trouw, Typhoon, De Waarheid, Het Parool en Zaans nieuws                                                           | Zaandam                                         | 785                         |                                          |
| De typhoon | Zaandam                                         | 887                         |                                          |
| Vaart: halfmaandelijks orgaan van de socialistische jongeren | Zaandam                                         | 896                         |                                          |
| Zaans nieuws | Zaandam                                         | 1117                        |                                          |
| De V 1 | Zaandam                                         | 894                         |                                          |
| Werkend Nederland; propaganda-orgaan voor de Eenheidsvakbeweging | Zaandam                                         | 1111                        |                                          |
| De waarheid | Zaandam                                         | 1083                        |                                          |
| Radio-press | Zaandam                                         | 704                         |                                          |
| Trouw; speciale uitgave voor de Zaanstreek | Zaandam                                         | 875                         |                                          |
| Trouw; speciale uitgave voor Midden Noord-Holland | Zaandam                                         | 876                         |                                          |
| Den vaderlandt ghetrouwe | Zaandam-Krommenie                               | 900                         |                                          |
| Ongetiteld verzetsblad | Zaandam                                         | 1175                        |                                          |
| Zaans groen | Zaandijk                                        | 1116                        |                                          |
| De kleine patriot; dagblad voor de omstreken van Haarlem | Zandvoort                                       | 300                         |                                          |
| De baanbreker | Zeist                                           | 33                          |                                          |
| Het strijdtoneel | Zeist                                           | 794                         |                                          |
| Je maintiendrai; uitgave voor Zeist en omstreken | Zeist                                           | 273                         |                                          |
| VOD; voorlichtingsdienst van Je Maintiendrai | Zeist en omstreken                              | 933                         |                                          |
| Oranje-bulletin; verspreid door de alhier verschijnende bladen | Zeist                                           | 618                         |                                          |
| De Oranjekrant; vivere militare est | Zeist                                           | 624                         |                                          |
| Het Parool; nieuwsbulletin | Zeist                                           | 663A                        |                                          |
| Vrije stemmen uit Schouwen en Duiveland | Zierikzee                                       | 1046                        |                                          |
| Anti-leugenpillen | Zoetermeer                                      | 23                          |                                          |
| De marskramer; -voorwaarts vaderland, riemen om de kin, met God door bloed en tranen een schoner toekomst in-                                                                                                | Zoetermeer                                      | 408                         |                                          |
| Het vrije geluid; "voorwaarts Vaderland, riemen om de kin, met God door bloed en tranen een schoner toekomst in"                                                                                             | Zoetermeer                                      | 1007                        |                                          |
| De vrije pers | Zoetermeer                                      | 1034                        |                                          |
| Kroniek van de week; vriheyt en is om gheen gelt te coop | Voorschoten-Zoeterwoude                         | 332                         |                                          |
| Herrijzend Nederland | Leiden-Leiderdorp-Zoeterwoude                   | 227                         |                                          |
| 'Doorgeven' | Zuidbroek                                       | 141                         |                                          |
| Kroniek van de week; Trouw-bulletin | Zuidbroek                                       | 334                         |                                          |
| Trouw-bulletin | Zuidbroek                                       | 877                         |                                          |
| Trouw; speciale uitgave voor de Zuid-Hollandsche eilanden | Zuidland                                        | 878                         |                                          |
| Trouw; speciale uitgave voor het eiland IJsselmonde | Zuidland                                        | 879                         |                                          |
| Nieuwsblad herrijzend Nederland; tegen elke vorm van dictatuur, voor Oranje en democratie | Zuilen                                          | 512                         |                                          |
| De waarheid | Zutphen                                         | 1084                        |                                          |
| De Zutphense Courant | Zutphen                                         | 1123                        |                                          |
| De glimworm | Zwaag                                           | 207                         |                                          |
| Berichtendienst De Postduif | Zwanenburg                                      | 62                          |                                          |
| De postduif | Zwanenburg                                      | 685                         |                                          |
| Het dagblad; Nederland zal herrijzen | Zwijndrecht                                     | 126                         |                                          |
| Houdt-moed; "alles gaat voorbij, ook dit" | Zwolle                                          | 241                         |                                          |
| De stem van Londen | Zwolle                                          | 768                         |                                          |
| Werkend Nederland; propaganda-orgaan voor de Eenheidsvakbeweging | Enschede of Zwolle                              | 1110                        |                                          |
| 'Trouw; speciale uitgave voor Overijssel | Hengelo-Kampen-Zwolle-Almelo-Sibculo            | 846                         |                                          |
| Het nieuws; 'Er is slechts één nieuwe orde, de orde van het verzet' | Zwolle                                          | 487                         |                                          |
| Vrij Nederland | Zwolle                                          | 987                         |                                          |